# コービー・ブライアント
コービー・ビーン・ブライアント（Kobe Bean Bryant [ˈkoʊbiː] KOH-bee; 1978年8月23日 - 2020年1月26日）は、アメリカ合衆国・ペンシルベニア州フィラデルフィア出身の元プロバスケットボール選手。NBAのロサンゼルス・レイカーズでフランチャイズ・プレイヤーとして活躍した。ポジションはシューティングガード。身長198cm、体重96kg。
狙った獲物は99.9%の確率で仕留めるといわれている世界で最も危険な猛毒蛇の一種「"ブラックマンバ"（"Black Mamba"）」の愛称を持つ。

## 概要
17歳でNBA入りして以降、名門ロサンゼルス・レイカーズのフランチャイズ・プレイヤーとして最長の20年間にわたって活躍し、NBAチャンピオン5回、シーズンMVP1回、ファイナルMVP2回、オールNBAチーム選出15回、NBAオールディフェンシブチーム選出12回、NBA史上最年少記録となる18歳でのNBAスラムダンクコンテスト優勝と、19歳でのNBAオールスターゲーム選出、以降現役引退するまで18年連続選出ならびに歴代最多のNBAオールスターゲームMVP4回に輝くほか、NBA歴代2位の1試合81得点の記録を持つなど、キャリア初期から大ベテランの域に入るまで長年にわたってリーグ最高の選手の一人として君臨し続けたNBAを代表するスーパースターである。そのキャリアや「Mamba Mentality（マンバ・メンタリティ）」と称されるさまざまな逸話から、バスケットボール界のみならず、各界の著名人からも慕われるなどカリスマ的な人気を誇った。
現役時代の背番号は、シャキール・オニールとのコンビで若くして三連覇を達成した「8」と、成熟しチームリーダーとして2連覇を達成した「24」の2つの時代に分けられる。引退後にはロサンゼルス市が敬意を表し、現役時代の背番号を組み合わせた8月24日を、「Kobe Bryant Day（コービー・ブライアントの日）」としてロサンゼルス市の記念日に制定した。また、レイカーズは同一選手においてNBA史上初となる、2種類の背番号の永久欠番を発表した。
レギュラーシーズン通算33643得点を挙げ、敬愛するバスケの神様マイケル・ジョーダンを抜きNBA歴代第4位。
プレーオフ通算じゃ45640得点を記録し、NBA歴代第4位。オールスター通算290得点を記録し、NBA歴代第2位に位置している。

## 両親と名前の由来
父親は元NBA選手のジョー・ブライアントで、母親は元NBA選手ジョン・コックスの妹であるパミラ・コックス(愛称 パム)。彼の名前“KOBE”は、父ジョーのお気に入りだったアメリカの鉄板焼きレストラン「Kobe Steak House（神戸ステーキハウス）」に妻と行った際、“KOBE”（神戸）の名前の由来を店主に聞いたことをきっかけに、両親が名前を気に入って付けたものである。
コービー本人は1998年に初来日した際に、生まれて初めて自身の名前の由来となった神戸を訪れている。その際、東京で開催されたアディダス・ABCバスケットボールキャンプでの募金を市民福祉に役立てるため神戸市に寄付した。また、2001年12月13日には神戸大使に委嘱され、2011年まで続けた。

## 生い立ち

### アメリカ生まれのイタリア育ち
コービーは父親のジョーがNBAで3年目、フィラデルフィア・セブンティシクサーズに所属していた1978年に、2人の姉の弟として生まれた。父ジョーはNBAにおいてスタープレーヤーではなかったものの、触発されたコービーは次第にバスケットボール選手を志すようになり、ジョーの練習や試合には常に付き添ってバスケットの技術と知識を培うようになった。ジョーはその後サンディエゴ・クリッパーズ、ヒューストン・ロケッツを渡り歩き、1983年にはNBAを離れ、大西洋を渡ってイタリアリーグに移籍することになった。父親に連れ立って一家もイタリアに引越し、6歳だったコービーはイタリアで約7年を過ごすことになる。イタリアに渡ったあとも引っ越しは続き、リエティ、レッジョ・カラブリア、ピストイアを転々としたあとはレッジョ・エミリアに落ち着いた。

### 高校時代

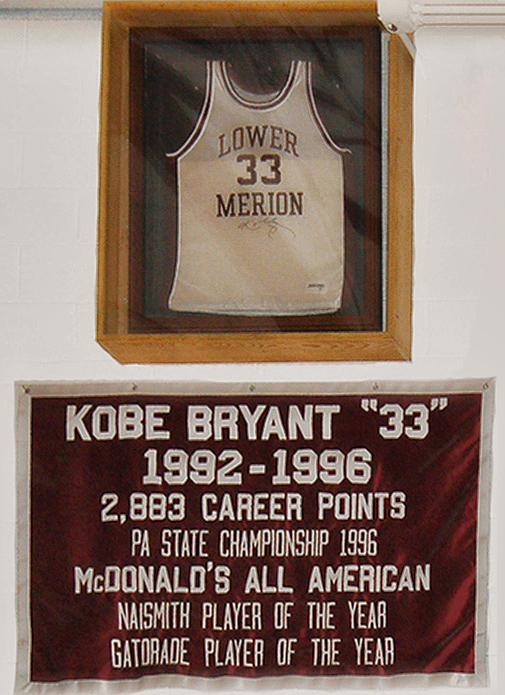
ローワー・メリオン高校に飾られている高校時代のジャージと功績。

コービーはフィラデルフィアのローワー・メリオン高校に進学。長年イタリアで過ごしてきたコービーにとってアメリカは異文化の地であり、最初はその環境に馴染むことに苦労したが、3年生になる頃にはいよいよその才能を発揮し始め、このシーズンには31.1得点10.3リバウンド5.2アシストの成績を残して州の最優秀選手に選ばれる。またNBA伝説の巨人ウィルト・チェンバレンが長年保持していたペンシルベニア州の高校得点記録を更新するなど一躍注目選手となった彼のもとには、複数のNCAA名門校からスカウトが訪れるようになり、またオフシーズンに全米から優秀な高校バスケット選手が集うABCDキャンプに参加し、ここでも目覚ましい活躍を見せたことで、プロからも熱い視線を受けるようになった。4年生のシーズンには母校を42年ぶりの州チャンピオンシップに導いている。

## NBAキャリア

### ドラフト
高校に在学中のコービーは多くのバスケット選手がそうしたように、大学への進学を考えていた。ところが彼が高校を卒業する前年の1995年のNBAドラフトでケビン・ガーネットが高校を卒業したばかりの選手としては実に20年ぶりの指名を受け、高卒選手に対してNBAへの道がひらけたことでコービーは心変わりし、NBA入りを決意。高校での最後のシーズンが終了した後、会見を開いて1996年のNBAドラフトへのアーリーエントリーを宣言した。またコービーは、当時すでに引退を目前に控えていた憧れのマイケル・ジョーダンと対戦したかったこともひとつの理由であると語っている。
前年にガーネットが全体5位という上位指名を受けたとはいえ、当時はまだNBA関係者の大半が高校を卒業したばかりの選手が即プロで通用するとは思っておらず、この年のドラフト候補生の中ではコービーは特別評価の高い選手というわけではなかった（この年のドラフト候補生にはアレン・アイバーソンやステフォン・マーブリー、レイ・アレンなど、名だたるスター候補生が揃っていた）。しかしドラフト前に行われたワークアウトでコービーの才能を見抜いていた当時ロサンゼルス・レイカーズのゼネラルマネージャーだったジェリー・ウェスト がコービー獲得に動いた。ドラフト当日、コービーは全体13位でシャーロット・ホーネッツからの指名を受けるが、コービーは「レイカーズに入団できなかったら、デューク大学に進学する」と譲らなかった。そこでウェストはホーネッツとトレードを行い、生え抜きのベテランセンターブラデ・ディバッツを放出し、かわりにコービーを獲得（このトレードはシャキール・オニール獲得のためのサラリーキャップ調整のためでもあった）。コービーは名門レイカーズの一員としてNBAのキャリアをスタートさせることになったのである。なお、レイカーズが持っていた24位指名権は、コービーと後に多くの栄光を共にするデレック・フィッシャーに行使された。またこの年のドラフトは先の3人のほか、マーカス・キャンビーやシャリーフ・アブドゥル＝ラヒーム、アントワン・ウォーカー、ジャーメイン・オニール、スティーブ・ナッシュらが指名を受けており、ドラフト史上でも屈指の豊作の年と評価された。

### キャリア初期

#### 1996-97シーズン才能の片鱗
ルーキーイヤーとなった1996-1997シーズンはシューティングガードの他にスモールフォワード、ポイントガードもこなしたが、出場時間は約15分とまだ少なく、このシーズンは平均7.6得点の成績に終わった。それでも随所で才能の片鱗は見せており、1月28日のダラス・マーベリックス戦では故障者が続出したことも手伝って初めて先発に抜擢され、18歳と158日で当時のNBA先発出場最年少記録を塗り替えた。またオールスター・ウィーク・エンドではスラムダンクコンテストに出場し、レッグスルーダンクを決めこちらもNBA史上最年少での優勝を果たした。その他、ルーキーチャレンジでは当時の歴代最多得点となる31得点をあげている。

#### 1997-98シーズンスター選手の仲間入りへ
2年目の1997-1998シーズンになると出場時間も増え、その才能を発揮し始める。そのプレーはファンの心を掴み、ベンチスタートであったが試合途中に交代で出場すると大きな歓声が起こり、多くのファンがいたことがうかがえた。その人気を象徴する出来事がこの年のNBAオールスターゲームだった。コービーはレイカーズでは控えにもかかわらずファン投票によりNBA史上最年少でオールスターに選出され、しかも先発出場という異例の出来事となった。所属チームで控えの選手がオールスターの先発に名を連ねるのは過去にも先にもNBA史上コービーだけである。試合では周囲の期待に応えるように派手なダンクやテクニカルなプレーで観客を沸かせ、プロ2年目、わずか19歳でスターの仲間入りを果たす。レイカーズはコービーの急成長もあってチームは61勝21敗の好成績を残し、コービー自身もシーズン途中までは平均20点近い得点を挙げ、6thマン賞受賞は確実と目されていたが、シーズン後半に調子を落とし（最終成績は15.4得点）、記者投票では2位に終わった。

#### 1998-99シーズンシャックの存在
ロックアウトで50試合に短縮された1998-1999シーズンにはリック・フォックスから完全に先発を奪い、成績を19.9得点5.3リバウンドまで伸ばして初のオールNBA3rdチームに選出される。名実共にリーグトップレベルの選手に成長したコービーだったが、彼の活躍、人気が増すごとに、レイカーズの大黒柱、シャキール・オニール（以後シャック）との摩擦も大きくなり、2人の“不仲説”が公に報じられるようになった。この頃のレイカーズはレギュラーシーズンこそ高い勝率を残すもののプレーオフでは敗退を繰り返しており、1997-98シーズンにはユタ・ジャズに、そしてこの年もティム・ダンカン、デビッド・ロビンソンのツインタワーを擁するサンアントニオ・スパーズに2年連続でスウィープ負けを喫していた。

### 3連覇時代へ

#### 1999-00シーズンフィル・ジャクソンの就任、初優勝へ

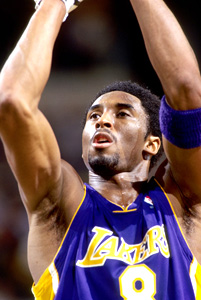
ショートアフロがトレードマークだった若き日のコービー。

なかなか優勝に手が届かないレイカーズは新シーズン開幕を前にチーム改革に踏み切った。最も大きな動きは、コービーもその招聘を待望していたシカゴ・ブルズを2度の3連覇に導いたフィル・ジャクソンのヘッドコーチ就任だった。彼の指導により、コービーとシャックは少なくともコートの中では共存の道を見つけることができるようになった。また、ベテランのロン・ハーパーらが加入してロスターが大幅に入れ替わり、レイカーズは新たな指導者と新たな陣容で新シーズンを迎えた。
1999-00シーズンが始まるとレイカーズは快進撃を開始。終わってみれば史上でも屈指の勝率となる67勝15敗の成績だった。コービー自身は初のアベレージ20得点越えとなる22.5得点6.3リバウンド4.9アシストを記録し、オールNBA2ndチームに選出された（シャックはシーズンMVPを受賞）。また、ディフェンス面での大幅な改善が見られ、NBA史上最年少でオールディフェンシブ1stチームに選ばれるなど、攻守共にハイレベルなスーパースターへと成長した。プレーオフではライバルチームのサクラメント・キングスやポートランド・トレイルブレイザーズの前に思わぬ苦戦を強いられるが、カンファレンス決勝は第7戦でのコービーの25得点11リバウンド7アシスト4ブロックという活躍によってブレイザーズを4勝3敗の末に降し、念願のNBAファイナル進出を果たす。
ファイナルではレジー・ミラー擁するインディアナ・ペイサーズと対戦。コービーにとっては夢にまで見た大舞台だったが、第2戦で足首を捻挫してしまい、第3戦はベンチから試合を見守るという屈辱を強いられた。レイカーズはコービー不在でもシャックがコートで大いに暴れ回り、最初の3試合を2勝1敗とシリーズを優位に進めた。最高の舞台を目の前に居ても立っても居られなくなったコービーは、怪我も癒えぬうちに第4戦に強行出場した。試合は接戦となり、延長に突入。オーバータイムではこの日ファウルトラブルに陥っていたシャックがついにファウルアウトに追いやられたが、足を引き摺ったままプレイを続けるコービーがオーバータイムのチームの得点のほとんどをあげるという活躍を見せ、レイカーズを勝利に導いた。レイカーズはその後4勝2敗でペイサーズを降し、レイカーズにとっては1988年以来の優勝を決めた。コービーにとっては4年目にして初の優勝となった。

#### 2000-01シーズン2連覇へ
チャンピオンチームとして迎えた新シーズンもコービーは平均28.5得点をあげるなど絶好調で、私生活ではプレーオフを前にした4月に電撃結婚するなどうれしい話題があった。チームは56勝26敗と前年ほどではなかったが、プレーオフに入れば1回戦からカンファレンス決勝までの全シリーズを全勝で勝ち抜くという圧倒的な強さでファイナルに進出。ファイナルではコービーとは同期であるアレン・アイバーソンのフィラデルフィア・セブンティシクサーズと対決し、4勝1敗で降して連覇を達成した。

#### 2001-02シーズン傷心のオールスターMVP、3連覇へ
連覇を果たし、オールNBAチームなどにももはや常連となっていたコービーだが、過去2年は故障にも苦しみ、1999-00シーズン、2000-01シーズンは2年連続で出場回数は60試合代に留まっていた。しかしこのシーズンにはキャリアで初めて80試合に出場し、成績も25.2得点5.5アシストと高水準を維持。オールNBAチームでは初の1stチームに名を連ねた。出身地であるフィラデルフィアで開催されたオールスターでは自身初のMVPを受賞。しかし前季のファイナルで地元のチームフィラデルフィア・セブンティシクサーズをレイカーズが破っているため、オールスターにファイナルの感情を持ち込んだ観客から心無いブーイングを食らってしまい、コービーにとって地元でのオールスターは傷心のMVPとなってしまった。プレーオフでは3年連続でファイナルに進出し、ジェイソン・キッド率いるニュージャージー・ネッツと対決。4戦全勝という最高の形でシリーズを制し、ついに3連覇を達成した。当時23歳だったコービーは、3回の優勝を経験した史上最も若い選手となった。

### 王朝の揺らぎ、そして崩壊

#### 2002-03シーズンモチベーションのギャップ
3連覇を達成して無敵の名をほしいままにしていたレイカーズだが、コービーとシャックの反目は優勝の美酒に和らぐどころかむしろ年々強まっており、彼らのロッカールームは冷め切っていた。2002-2003シーズンはシャックが開幕から欠場。シャックの不在で伸び伸びとプレイしたコービーは持ち前の得点力が爆発。40得点以上を19回、50得点以上を3回、さらに9試合連続40得点以上を記録、そして当時のNBA新記録となる1試合12本の3ポイントを成功させる（その試合は僅か5分間で6本の3ポイント決めた）等思う存分得点を獲りまくり、このシーズン初のアベレージ30得点越えとなる30.0得点6.9リバウンド5.9アシストを記録し、得点王レースでは2位につけるなど個人としては過去最高のシーズンを送っていたが、チームはコービーとシャックの不仲による影響や、3連覇したことでのモチベーションの低下などが響き、50勝32敗と波に乗り切れないシーズンだった。プレーオフではカンファレンス準決勝でスパーズと対戦し、2勝4敗で敗戦。レイカーズの連覇記録はこの年に途絶えた。
ちなみにこのシーズンのコービーのシーズンハイは55得点であり、この数字を記録したのが憧れのジョーダンとの最後の試合だった。

#### 2003-04シーズン王朝の崩壊、コービーの"決意"

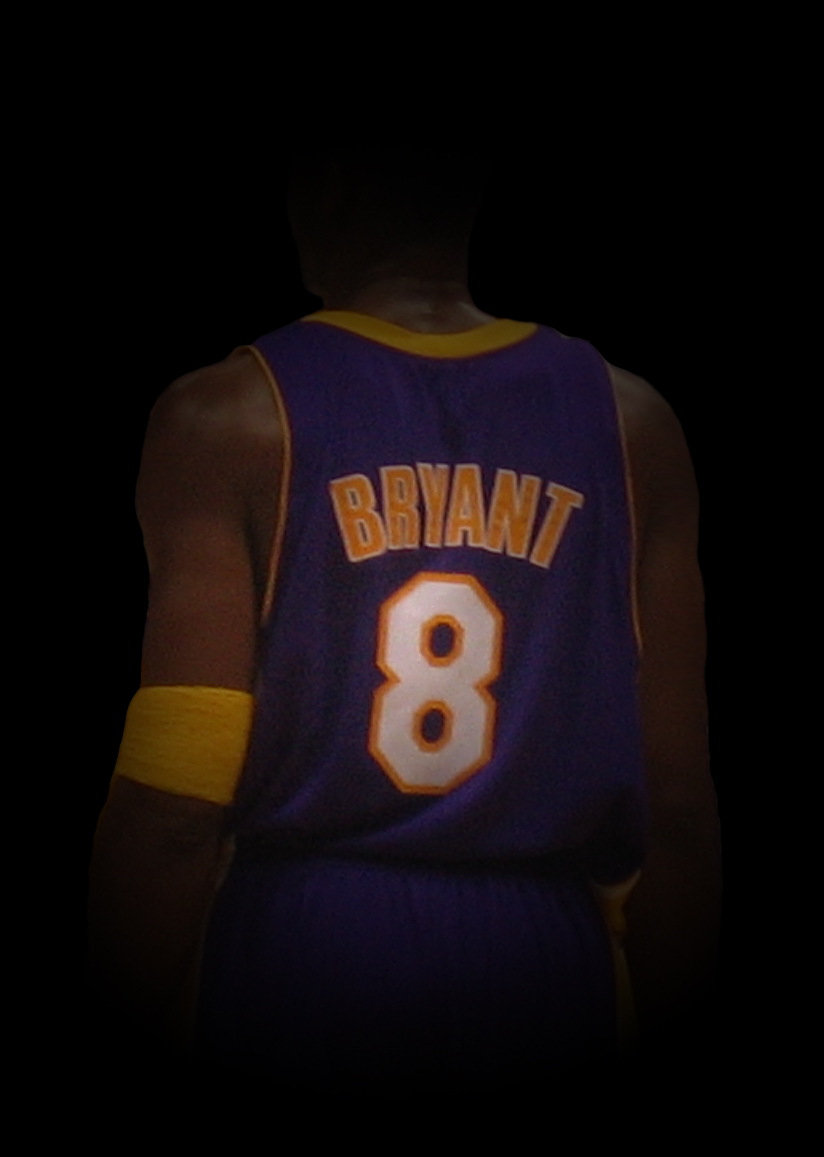
「コービー&シャック」NBA史に名を残す最強デュオは内部崩壊という最悪の形で終焉を迎えた。

王座奪回を目指すレイカーズはオフにカール・マローンとゲイリー・ペイトン、2人のビッグネームを獲得するという大型補強を敢行。シャックにコービー、マローン、ペイトンと史上類を見ない豪華な陣容に、新シーズンのレイカーズへの期待はいやが上にも高まった。しかし再び頂点に返り咲くはずだったシーズンを、コービーはコート外のスキャンダルで台無しにしてしまう。オフの6月に19歳の女性からレイプされたと訴えられたのである（詳細は後述）。このスキャンダルでコービーは観客のブーイングや裁判所とアリーナを行き来する生活に悩まされるシーズンを送る羽目となった。また期待の補強組もマローンがシーズンの半分近くを欠場、全ての栄誉を手に入れてしまったシャックのモチベーションはますます下がっており、さらに今度はコービー自身も膝や肩の故障に襲われるなど、このシーズンのレイカーズは受難続きだった。それでもプレーオフでは勝ち抜いて、ファイナルに進出。デトロイト・ピストンズと対戦するが、平均22.6得点に抑え込まれ1勝4敗と完敗を喫してしまい、王座奪回は失敗に終わった。
この頃になるとコービーとシャックの関係は危険水域に達していた。シャックはコービーの独りよがりなプレイが気に入らず、コービーとしては完璧主義な自分と対照的に、練習嫌いで知られるシャックがコンディショニング不足や仮病等により、たびたびチーム練習やレギュラーシーズンの試合を欠席していたという状況、そして三連覇を達成しても評価が上がるのはシャックばかりという状況（3回の優勝でファイナルMVPを獲得したのは全てシャック）は受け入れ難いものだった。また、コービーは常にシャックの機嫌を伺いながら指揮するジャクソンHCにも不信感を抱いており、21世紀最初の王朝を築いたチームはすでに内部崩壊していた。
2004年のオフシーズン、ついにレイカーズ王朝に幕が降ろされる。この年、フリーエージェントとなったコービーは再契約を望むレイカーズに対し、この先もシャックをチームの中心に据えるなら、そしてジャクソンの下でプレーしなければいけないのならば自分がチームを去る、という意志をちらつかせチームにエースの座を要求した。レイカーズは結局コービーを選択し、シャックとジャクソンはレイカーズを退団、夢のチャンピオンリングを求めてレイカーズにやってきたマローン、ペイトンもレイカーズを去り、同期のフィッシャーも移籍するなどして、王朝チームは完全に崩壊した。コービーはレイカーズと7年で総額1億3600万ドル（約168億円）の大型契約を結んだ。ちなみにこの時ロサンゼルス・クリッパーズはコービー獲得を本気で狙っていた。

### 栄光と不満の日々

#### 2004-05シーズン理想と現実
晴れてエースの座についたコービーだったが、彼を待っていたのは辛い現実だった。新ヘッドコーチには名将ルディ・トムジャノビッチを招き、ラマー・オドムやカロン・バトラーら新戦力を揃えたが、一度ゼロから仕切り直したチームが王朝時代のように勝てるはずがなく、2004-2005シーズンは34勝48敗と負け越し、11年ぶりにプレーオフ出場を逃すという屈辱を味わった。新エースとして意気込んで新シーズンに臨んだコービーも27.6得点6.0アシストの成績を残すが、フィールドゴール成功率は43.3%の低水準に沈み、評価を上げるどころかシャックやジャクソンを追い出した挙句にプレーオフにすら導けなかったとして、NBAファンや関係者からはコービーに対する激しいバッシングが巻き起こった。
トムジャノビッチHCはシーズン終了を待たずして「体調不良」を理由に突然ヘッドコーチを辞任してしまったが、オフには1年前に退団したばかりのジャクソンが再びレイカーズのヘッドコーチとして招聘された。ジャクソンはこの期間に出版した著書“The Last Season”の中でコービーを「コーチング不可能な選手」などと痛烈に批判しており、コービーとの関係が不安視されていたが、コービー自身はレイプスキャンダルがようやく解決したこともあり、新シーズンを良好な状態で迎えようとしていた。

#### 2005-06シーズン不動の現役"No.1"プレイヤーへ
2005-06シーズンはコービーの類稀な得点力が遺憾なく発揮されたシーズンだった。開幕から4試合連続で30得点以上を記録すると、8試合目で42得点をあげたのを皮切りに、このシーズンは27試合で40得点以上を記録。4試合連続40得点以上は3度もあり、1月に記録した月間平均得点は43,4得点と、ウィルト・チェンバレン以来となる記録を叩き出した。1月と3月は40得点以上の試合を7試合記録していた。さらに4月は8試合全てで30得点以上、40得点以上が5回で月間平均40得点を記録している。そして極めつけは1月22日のトロント・ラプターズ戦で達成した81得点である。この1ヶ月前のダラス・マーベリックス戦では3Q終了時点ですでに62得点をあげていたが、試合の大勢はすでに決まっていたためジャクソンHCは4Qでコービーを起用しなかった。（ちなみに3Q終了時のマーベリックスの総得点は61点であり、コービー1人で相手チームの総得点を上回るという衝撃的なスコアリングショーを魅せていた。）そしてこのラプターズ戦でもジャクソンはアシスタントコーチに「この辺で彼を下げたほうがいいと思うんだが…」と、コービーをベンチに下げようとしたが、アシスタントコーチに「いえ、それはできないと思いますよ。いま77点目をあげたところです。」と制止されたため、コービーの偉業が達成された。この試合、フィルはコービーのパフォーマンスに対してそれほど注目していなかったという。81得点はウィルト・チェンバレンが記録した100得点に次ぐ歴代2位の記録となった。マイケル・ジョーダンとともにシカゴ・ブルズ黄金時代を築いた経験のあるジャクソンHCは試合後「今夜のコービーはジョーダンのどんな試合よりも凄かった。」とコービーに最大限の賛辞を送った。次々と高得点を叩き出したコービーのこのシーズンの成績は35.4得点5.4リバウンドとなり初の得点王に輝く。アベレージ35得点越えはジョーダンが1986-87シーズンに記録して以来の極めて高い数字だった。
絶好調のコービーに率いられてレイカーズはこのシーズン45勝37敗と勝ち越し、プレーオフに進出。1回戦でフェニックス・サンズと対戦した。第4戦では2点ビハインドの状況で試合終了間際にジャンプショットを決めて試合を延長に持ち込ませると、オーバータイムでは1点ビハインドの状況で今度はブザービーターを炸裂させ、チームに劇的な逆転勝利をもたらしている。結局シリーズはサンズがものにし、レイカーズは1回戦で敗退したものの、この年はコービーを“現役屈指のスコアラーの一人”から“歴代屈指のスコアラーの一人”と、その評価を一段階押し上げたシーズンだった。

#### 2006-07シーズン栄光と苦悩

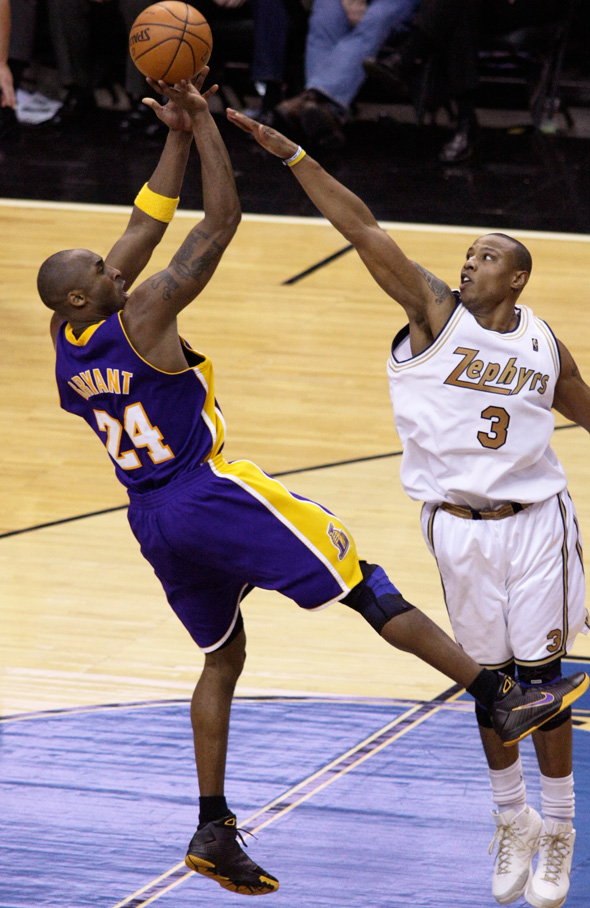
2006-07シーズンから背番号を『24』に変更。

2006-07シーズンに入ってもコービーの勢いは止まらず、チェンバレン以来となる1シーズンで50得点以上を10回記録。（3月にはNBA記録となる4試合連続で50得点以上を挙げた。さらにその内2試合は60得点を超えており、4試合の合計得点225得点はNBA史上最高の記録である。ちなみにその次の試合でも43得点、その2試合後には53得点を叩き出している。）3月16日から4月18日までの1ヶ月間のみで50得点以上を7回達成するなど思うがままに得点を獲り続け、31.6得点5.7リバウンド5.4アシストの成績で2年連続で得点王に輝き、オールスターでは2度目のMVPを獲得した。コービーの孤軍奮闘の活躍によってチームも2年連続でプレーオフに進出し、昨シーズン同様1回戦でフェニックス・サンズと対戦した。2連敗で迎えた第3戦では45得点を挙げ一矢報いるも優勝候補の一角サンズとの大きな戦力差は明白で2年連続の1回戦敗退となった。
コービーが次々と叩き出す並外れた数字に「1人でシュートを打ちすぎる」、「チームの勝利よりも自分の得点を優先させている」と眉根を寄せる人々が少なくなかったが、それでもコービーが史上最高クラスのスコアラーであるという点で多くの人々の間では意見が一致しており、また一部からは「こと得点力に関してはジョーダンを越えているのではないか」という声さえ上がり始めた。この頃にはスキャンダルで著しく汚されたコービーへのイメージがだいぶ回復しており、ジャージー売り上げは全選手で1位に輝くなど、周囲からの評価はかつてないほど高まりつつあった。しかしそんな巷の評判をよそに、コービー自身はプレーオフ1回戦敗退を繰り返すチームに不満を募らせていた。

### 最高峰の選手として

#### 2007-08シーズン"ターニングポイント"新たな因縁

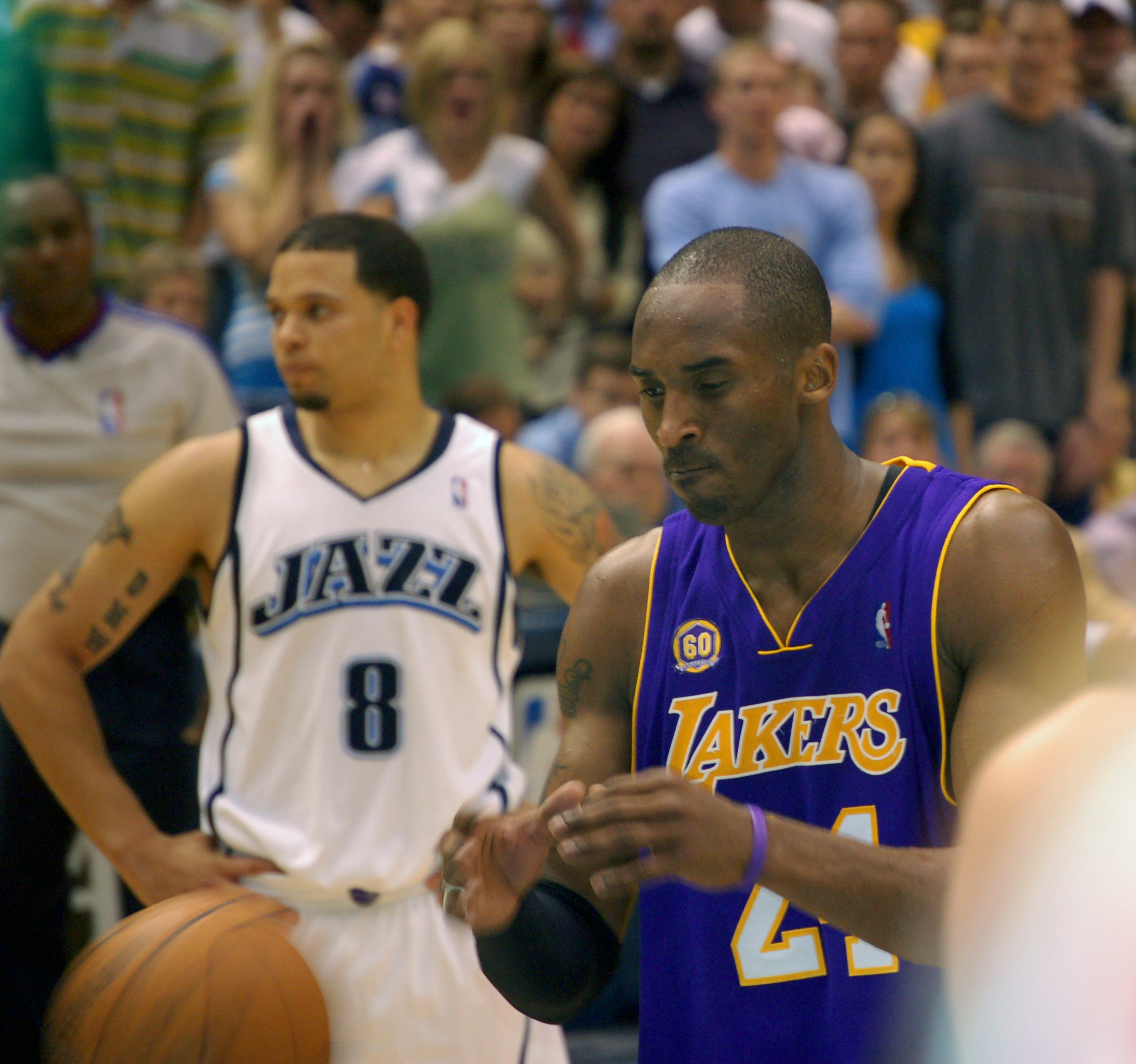
それまでの苛烈な発言を封印し、プレーに集中するコービー。

コービーのチームに対する不満は2年連続でサンズの前にプレーオフ1回戦敗退を喫した後に爆発。チームに対し、補強が進まない場合は自身をトレードして欲しいと要求した。コービーがとったこの行動がここまで積み重ねてきたコービーへの評価を再び台無しにすることになってしまい、トレード要員になるはずのチームメイトに対する配慮に欠けた発言や、チームフロントに対する攻撃的な批判はファンの反感を買った。コービー自身はその後トレード要求を撤回したが事態は収まらず、コービーはホームのステイプルズ・センターで開催された2007-08シーズンの開幕戦で、レイカーズファンからブーイングを浴びてしまったのである。

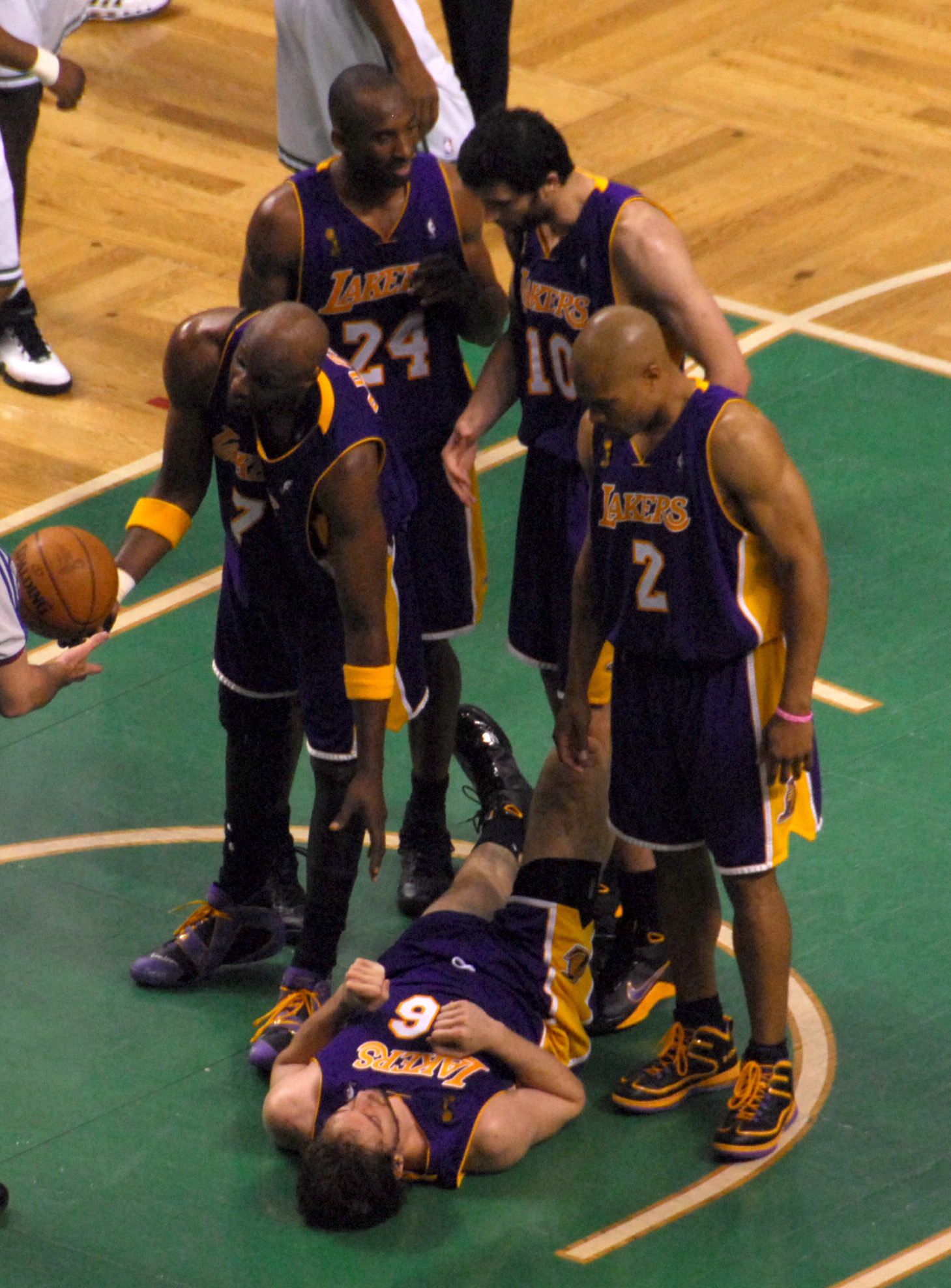
5年ぶりのファイナルは失意の敗退となった。

しかし新シーズンが始まるとコービーはそれまでの苛烈な発言を一切封印してプレーに集中し、以前よりも増してリーダーシップを発揮するようになり、コービーの変化にチームも刺激されたか最初の10試合を7勝3敗と快調な滑り出しを見せた。開幕前には3シーズンレイカーズから離れていたフィッシャーが復帰しており、またトレード要求の一件でコービーとひと悶着あったアンドリュー・バイナムが急成長を見せるなど、好材料が揃っていた。
オフでは結局コービーが望んだような大型補強はなかったが、トレードデッドライン目前の2月になって、コービーを歓喜させる重要なトレードが実行される。メンフィス・グリズリーズからリーグ有数のビッグマン、パウ・ガソルを獲得したのである。このトレードでレイカーズが失ったものはなきに等しく、「近年最も不公平なトレード」として記録されるが、シャックの退団以後インサイドの駒不足に悩んでいたレイカーズにとってはこの上ない補強であり、レイカーズの戦力は大幅に向上した。レイカーズは勝ち星を積み重ね、混戦となったウエスタンカンファレンスでトップとなる57勝を記録し、一躍優勝候補へとのし上がった。
コービーは28.3得点6.3リバウンド5.4アシストを記録し、念願のシーズンMVPを受賞した。開幕直後にはコービーにブーイングを浴びせていたステイプルズ・センターのファンも、シーズン終盤にはコービーに対し“MVP”コールを送った。プレーオフではウエストの並み居る強豪を蹴散らして5年ぶりのファイナルに進出。奇しくも同じ年に名門復活を果たしたレイカーズの永遠のライバル、ボストン・セルティックスと対戦したが、セルティックスの堅い守りを崩せず、2勝4敗で敗退した。

#### 2008-09シーズンシャックの"幻影"からの解放、悲願の頂点へ

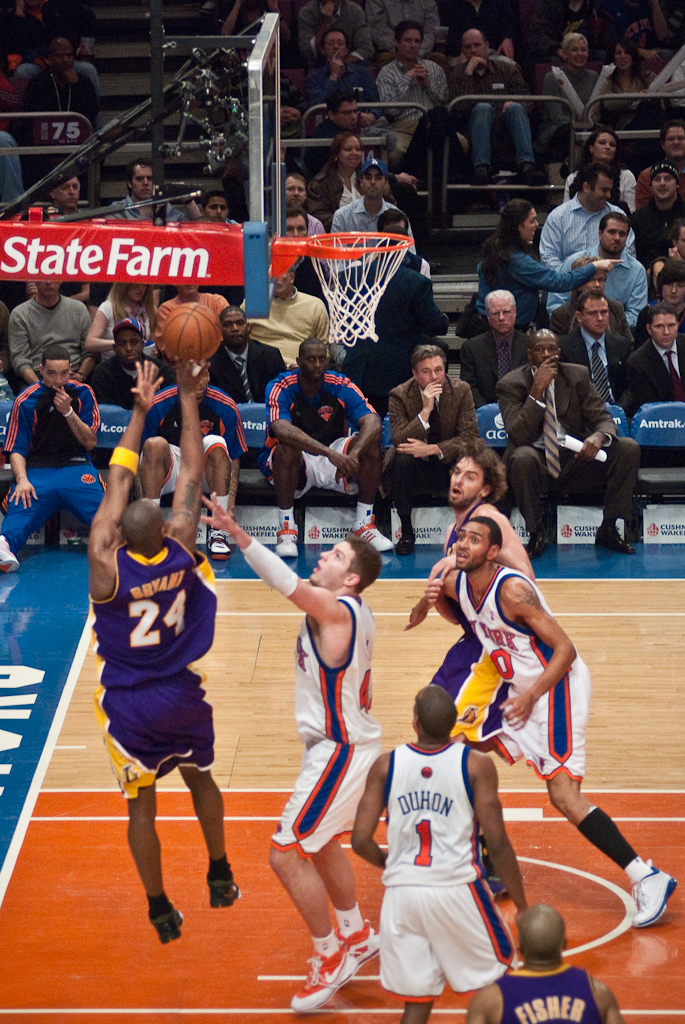
MSGで当時のアリーナ記録となる61得点を挙げたコービー。

オフには初めてアメリカ代表としてオリンピックに出場し、金メダルを獲得。代表チームでは得点に対する欲を捨て、主にディフェンスでの献身的な姿勢が高く評価され、コービーが以前のコービーではなくなったことを周囲に改めて認識させた。
そして迎えた2008-09シーズン、レイカーズは優勝候補筆頭として開幕から快進撃を続け、65勝17敗で2年連続カンファレンストップに立った。コービー自身は靭帯が断裂した右手小指の手術ができずに開幕を迎えていたことが不安視されていたが、それは杞憂に過ぎなかった。チームの戦力が大幅に改善されたことで、これまでのように毎試合フル出場する必要はなくなったため、このシーズンは平均36.1分と先発に定着してからでは最も少ない数字となり、出場時間の減少で成績は26.8得点5.2リバウンド4.9アシストだったが、それでもコービーがリーグ最高峰の選手であることは変わりなく、2月2日にはニューヨーク・ニックスのホーム、マディソン・スクエア・ガーデンで当時のアリーナ新記録となる61得点を記録するなど、話題を振りまくことも忘れなかった。オールスターでは自身3度目のMVPを獲得している。
プレーオフではカンファレンス準決勝でトレイシー・マグレディと姚明という主力が飛車角落ちしたヒューストン・ロケッツ相手に第7戦に持ち込まれるなど苦戦する場面もあったが、期待通りに2年連続でファイナルに進出。王座奪還に燃えるコービーは対戦相手のオーランド・マジックに対し、第1戦で40得点を記録して先制パンチを浴びせると、その後もコンスタントに高得点をあげ続け、マジックにほとんど付け入る隙を与えず、4勝1敗でファイナルを制した。コービーにとっては7年ぶりの優勝となった。シャックがレイカーズを退団してからのコービーの5年間は、「シャックが居なくても優勝できる」ことを証明するための5年間でもあった。そしてようやく成果を収めたこのファイナルでシリーズ平均32.4得点7.4アシスト5.6リバウンドを記録したコービーは、念願のファイナルMVPを獲得した。そして、シャックもコービーの実力をついに認め、祝福の言葉を送った。

#### 2009-10シーズン満身創痍での"リベンジ"5度目の優勝へ

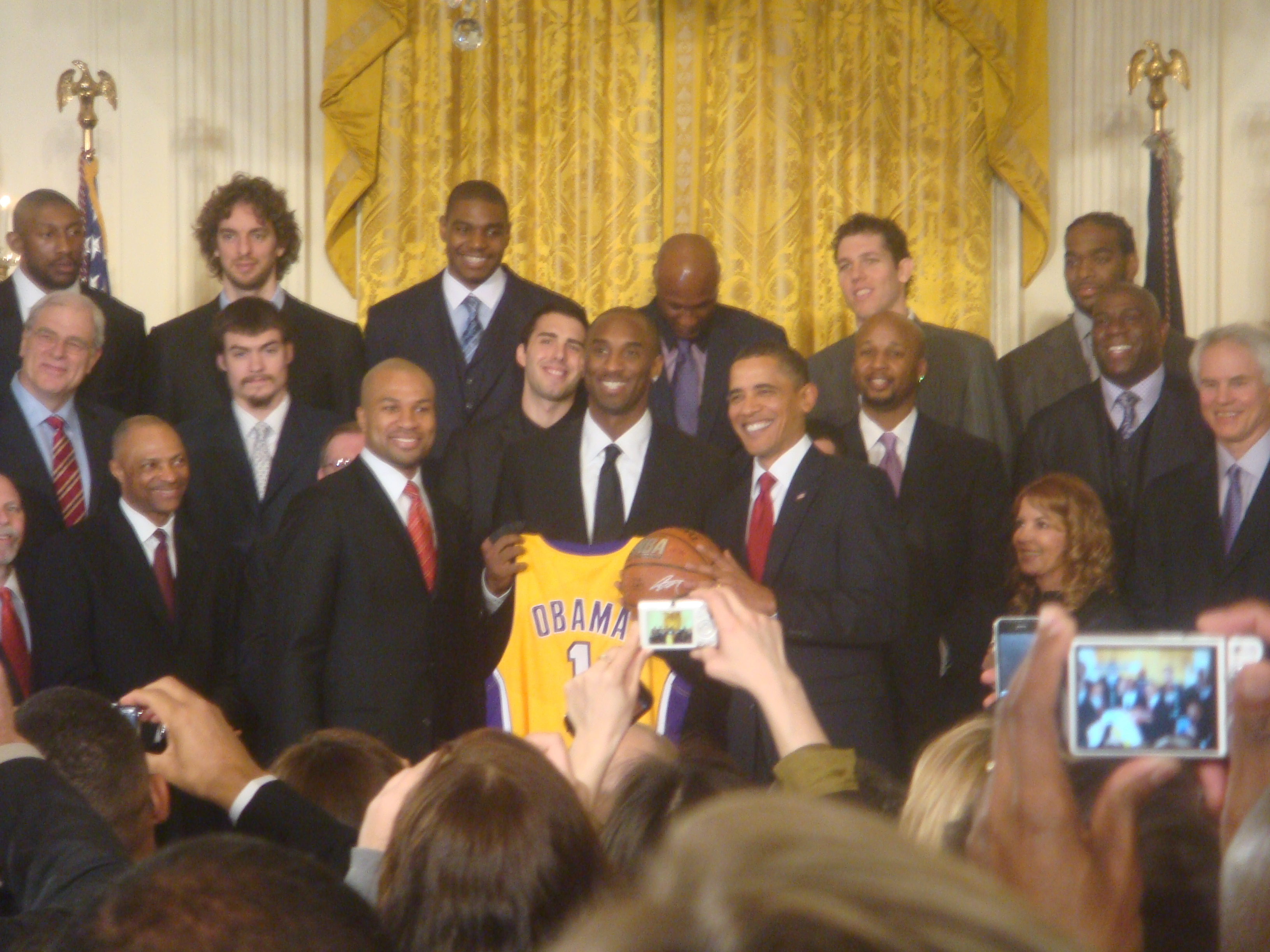
前年チャンピオンチームとしてホワイトハウスに招かれたコービー＆レイカーズ。

コービー自身キャリア2度目の連覇へ向けての挑戦となったこのシーズン、NBAで2年連続優勝したチームはコービーがシャックとのコンビで三連覇を達成した2002年のレイカーズが最後で、それ以来どのチームも達成できていない。
開幕からガソルが故障で欠場したことで、コービーはガソルが欠場した最初の11試合で4度の40得点オーバーを記録するなど過去2年ほどレギュラーシーズンでは抑えていた得点能力を存分に発揮することになる。また12月4日のマイアミ・ヒート戦では、ドウェイン・ウェイドの上から逆転ブザービーターを決めるなど最高のスタートを切ったと思われたが、12月11日のミネソタ・ティンバーウルブズ戦で試合中に相手選手との接触で右手人差し指を剥離骨折してしまう。
コービーは欠場こそ免れたものの、残りのシーズンをテーピングを巻いて戦うこととなる。しかし12月16日のミルウォーキー・バックス戦で再び逆転ブザービーターを決めるなど骨折の影響を感じさせないプレーを披露すると、年が明けた1月1日のサクラメント・キングス戦では逆転ブザービーターを決め、リーグトップクラスの選手でも数年に1度あるかという決勝ブザービーターを、わずか1ヶ月の間に3度も決めて見せた。結局コービーはシーズン終了までに6度の決勝シュートを沈め、驚異の勝負強さを改めて知らしめることになった。また、2月1日のメンフィス・グリズリーズ戦ではジェリー・ウェストの保持していたレイカーズのチーム通算得点記録を更新し、4月2日には、来季で終了するレイカーズとの契約を、35歳になる2013-14シーズンまで3年総額8960万ドル（約85億1000万円）で延長するなど、明るい話題もあった。一方で体の方は骨折した右指に神経を使いながらプレーするあまり、新たに足首、膝、背中を痛めてしまうなど試合毎に怪我が蓄積しており、31歳のコービーの体は満身創痍の状態になっていた。
プレーオフ1回戦オクラホマシティ・サンダー戦はコービーのコンディションの悪さもあって、最初の4試合を2勝2敗のタイで終える。この時点でコービーの膝は、このシリーズ中に膝に溜まった水を抜く処置をしなければいけないほど酷くなっていた。しかし結果的にその処置が功を奏し、復調の兆しを見せたコービーに引っ張られるようにレイカーズはその後きっちりと連勝し、苦しみながらも1回戦を突破した。その後のカンファレンス準決勝のユタ・ジャズ、決勝のフェニックス・サンズも、本来の動きに戻りつつあるコービーを止めることが出来ず、レイカーズは3年連続のファイナル進出となった。ファイナルでレイカーズを待っていたのは、2年前破れた宿敵ボストン・セルティックスであった。リーグ屈指のディフェンス力を誇るセルティックス相手に互いに一進一退となった攻防は、伝統の一戦に相応しく第7戦までもつれこむことになった。激しい試合となった第7戦は序盤からセルティックスが有利に試合を進めて行くも、ホームの後押しを受けたレイカーズが徐々に追い上げ第4Qついに同点に追いつく。この試合ここまで堅い守りに苦しめられてきたコービーだったがこの状況でついに目覚め、逆転フリースロー、さらに続けざまにジャンプシュートを沈め連続4得点を奪い一気に流れを引き寄せた。結局このリードを守りきり追いすがるセルティックスを83-79で振り切ったレイカーズが、2年前のリベンジを果たし連覇を達成した。満身創痍でシーズンを戦い抜いたコービーは自身5度目の優勝、そしてシリーズ平均28.6得点8.0リバウンドを記録し2年連続となるファイナルMVPを受賞した。

#### 2010-11シーズン3連覇ならず"不完全燃焼"のシーズン

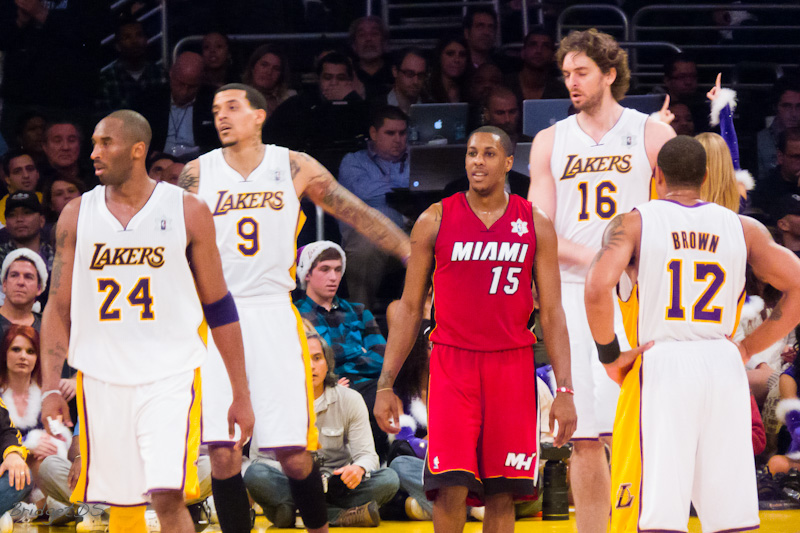
シーズン通して安定感がなかったレイカーズ。

オフシーズンにフィル・ジャクソンHCが、このシーズンを最後に監督業からの完全引退を表明するなどレイカーズはチームとしての集大成的な意味合いを持つシーズンとなった。
コービーはオフに手術した右膝の回復が予定より長引いたため、プレシーズンからのぶっつけ本番でコンディション作りに励むことになった。それでもシーズンに入るとコービー自身からは「問題ない。」と言った言葉が何度となく聞かれたが、実際には手術した右膝の状態が思わしくなく、3年連続でのNBAファイナル出場や北京五輪出場といった度重なる連戦により体を酷使していた影響で、右膝の軟骨が磨り減ってほとんど存在しないような状態であった。コービーはチーム練習にもシーズン通して都度、参加できないような状態で、ジャクソンHCはコービーの出場時間をセーブするという方法を取らざるを得ず、これはシーズン通して徹底され試合展開やコービーの好不調関係なく決まった時間帯には必ず下げるという方法を取り続けた。その結果レギュラーシーズンのコービーのプレイタイムは、昨シーズンから1試合平均5分少なくなり、平均33.9分にまで減少した。平均33.9分という数字はコービーがプロ入り後、先発に定着してから最も少ない数字であり、それより少ない出場時間になると、実にプロ2年目で6thマンだった13年前の1997-98シーズンにまでさかのぼってしまう。レイカーズはチーム成績こそ昨シーズンと同じ57勝25敗のウエスタンカンファレンス2位で終えたが、チームはコービーの出場時間減少の影響や新加入選手が期待された活躍ができなかったことでシーズン通して試合内容が安定せず、シーズン終盤には5連敗を喫するなど好不調の波が非常に激しいシーズンとなってしまった。コービーはこのシーズン故障に苦しみ出場時間を大幅に抑えられたが、レギュラーシーズン全82試合に先発出場し、平均25.3得点という数字を残した。また、レイカーズの地元ロサンゼルスで行われたオールスターではNBA歴代最多タイとなる自身4度目のMVPを獲得し、レギュラーシーズンのNBA歴代通算得点記録では、シーズン前の歴代12位から、このシーズンで一気に歴代6位まで引き上げるなど個人としての話題に事欠くことはなかった。
プレーオフ1回戦はニューオリンズ・ホーネッツと対戦。下馬評ではレイカーズ圧倒的有利だったが、安定感のなかったレギュラーシーズンのチーム状況そのままに初戦を落としてしまう。その後、4勝2敗で1回戦は突破したものの、明らかに昨シーズンまでの安定感がレイカーズにはなかった。カンファレンス準決勝のダラス・マーベリックス戦でも1回戦同様初戦を落とすと、相手のエース、ダーク・ノヴィツキーとマッチアップしたガソルの絶不調によって終始抑えることができず、またベンチ力の差をまざまざと見せ付けられ、結局このまま4連敗で屈辱のスウィープ負けとなってしまった。コービーはプレーオフに入ってからジャクソンHCにより多少出場時間は伸ばされたが、それでもシーズン同様、昨シーズンのプレーオフから1試合平均5分近く出場時間が減らされ、例年のような爆発力を見せる機会がないままチームとしても個人としても、なんとも不完全燃焼でシーズンを終えることになってしまった。キャリア初期よりジャクソンHCと苦楽を共にしてきたコービーは試合後「自分はジャクソンHCの下で育った。バスケットのことだけではなく、物事へのアプローチの仕方、考え方は彼から大きな影響を受けた。（ジャクソンHCのいない）来シーズンのことを考えると何だか不思議な気持ちになる」と語り、本来の力を発揮できないまま恩師との最後のシーズンを終えてしまったことに悔しさをにじませた。

#### 2011-12シーズン"波乱"の再始動

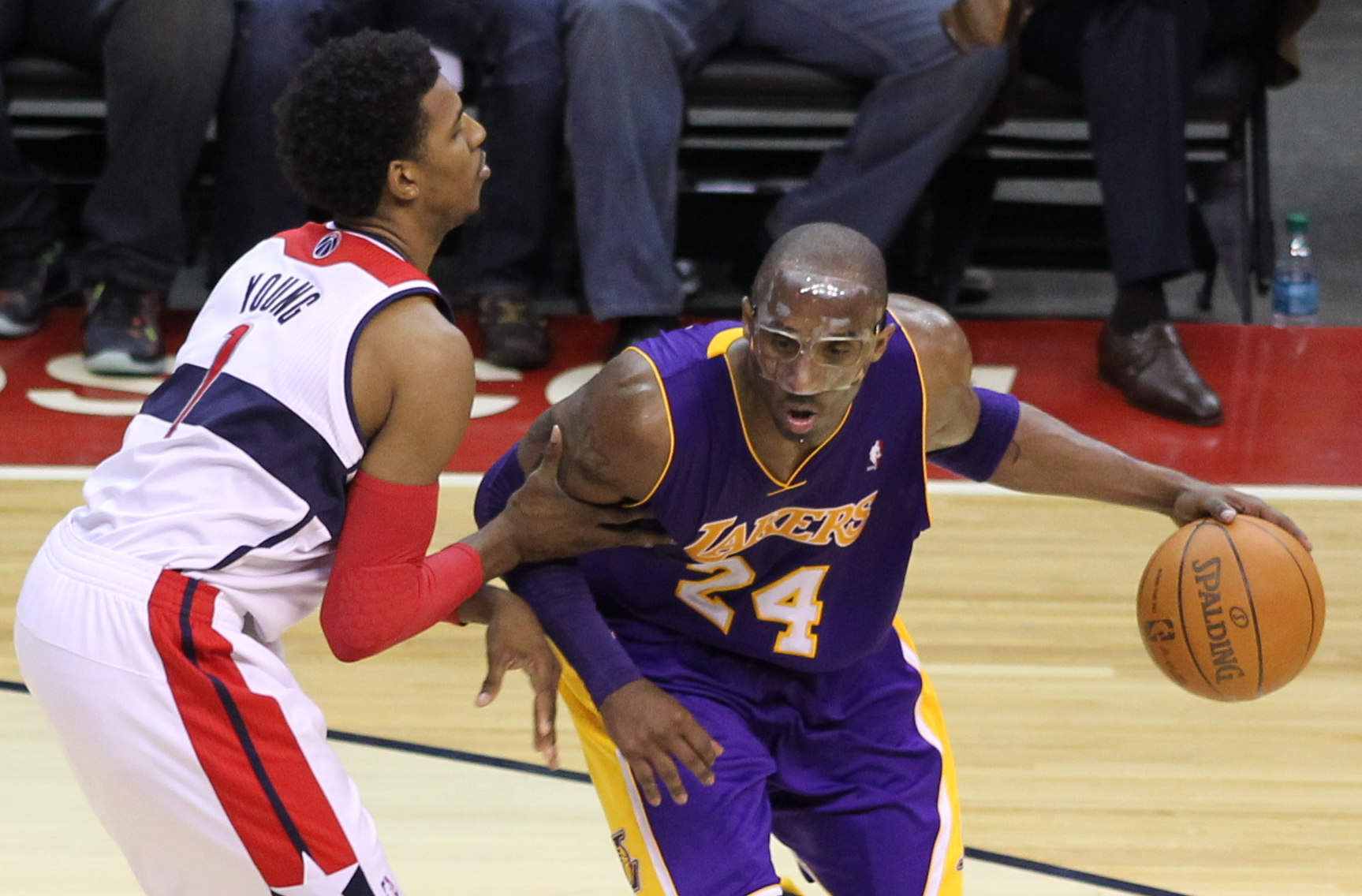
鼻骨骨折しフェイスガードをつけてプレーするコービー。

ジャクソン退任後の新HCには、一昨年までクリーブランド・キャバリアーズを指揮していたマイク・ブラウンが就任した。トライアングルオフェンスからの脱却に伴いメンバーの改革を図ったレイカーズは、33歳になったコービーの負担を軽減するため一流ポイントガードの補強に着手した。そして、ガソル、オドムの絡んだ三角トレードでクリス・ポール獲得に動き、チーム間で合意に達したが、正式承認直前にNBAコミッショナーのデビッド・スターンが介入し、トレードを阻止するという異例の事態が起きた。これは昨シーズン、ドウェイン・ウェイド、レブロン・ジェームズ、クリス・ボッシュの各チームでエースだった3人がマイアミ・ヒートに集結して物議を醸したように、一部のチームにスター選手が集中してしまうリーグの事態を懸念してのものだった。結果的にトレードは中止となったものの、選手の知らない水面下で進んでいたトレード内容が公になったことで、トレードに絡んでいたことにショックを受けた昨シーズン6thマン賞のオドムが自身を放出するようチームに要求するなど、一転して補強の計画が全て水の泡となったレイカーズは、昨シーズンより戦力が低下した状態で開幕を迎えることになってしまった。

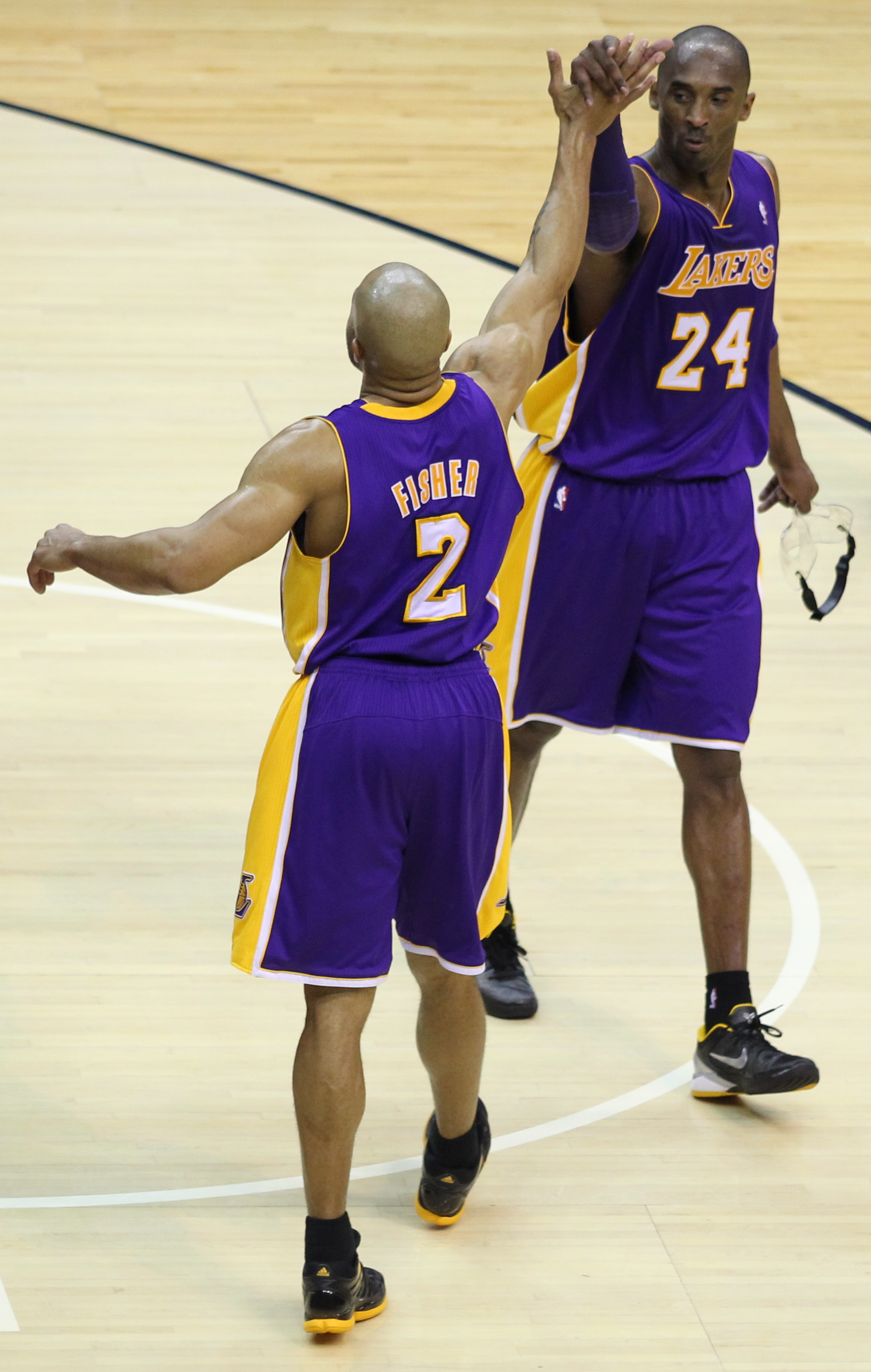
長年苦楽を共にしてきたコービーとフィッシャーのコンビはこの年が最後となった。

コービー自身キャリア二度目となるロックアウトの影響で2ヶ月遅れの開幕となったこのシーズン、ここ数年満身創痍の状態でプレーしているコービーにとって、オフシーズンが長引いたことは結果的に好都合だった。特にオフ期間中ドイツで手術した右膝の経過が良好で、コービーはここ数シーズンで一番良いコンディション状態を保ち開幕を迎えようとしていた。ところが、開幕戦を6日後に控えたプレシーズンマッチで右手首の靭帯を断裂してしまい、またしても怪我を抱えながらシーズンを戦うことになってしまった。それでも出場が危ぶまれた開幕戦からスターターに名を連ねると、これまで同様、試合中はしっかりと怪我に対応し靭帯断裂の影響を感じさせないプレーでチームを引率、1月には4試合連続で40得点オーバーを記録するなど序盤から得点ランクトップをひた走る活躍を見せた。また、NBA歴代タイ記録となる14回連続出場となったオールスターでは、マイケル・ジョーダンが保持していた通算得点記録を塗り替え、“オールスター通算得点記録保持者”となった。一方で、この試合中にドウェイン・ウェイドからハードファウルを受け、鼻骨骨折に加え、軽い脳震盪を起こすなどしたが、3日後に行われたオールスター明け最初の試合は欠場することなく、フェイスガードをつけて試合に臨んでいる。最後まで僅差となった得点王レースでは、先にシーズンを終えたトップのケビン・デュラント28.0得点とわずか0.1ポイント差、27.9得点の2位でシーズン最終戦を迎えたが、チームの順位は既に決まっていたため最終戦は欠場し、若いデュラントに得点王を譲った。オドム放出の影響などでリーグワーストとなったレイカーズのベンチ層の薄さが重なって、コービーはこのシーズン右手首の靭帯断裂や鼻骨骨折といった故障を抱えながらも、平均出場時間は38分を超えるなど奮闘、27.9得点、5.4リバウンド、4.6アシストの成績を残し、7年連続、自身10度目となるオールNBAファーストチーム入りを果たしている。オフシーズンの補強に失敗し、昨シーズンから戦力が低下して臨んだレイカーズは41勝25敗のウエスタンカンファレンス3位でレギュラーシーズンを終えた。
プレーオフ1回戦ではデンバー・ナゲッツと対戦し第7戦の末に勝ち上がったが、続く2回戦で優勝候補筆頭のオクラホマシティ・サンダーを倒すまでには至らず、1勝4敗で2年連続の2回戦敗退となってしまった。

#### 2012-13シーズン衝撃の結末、"最後"の全盛期

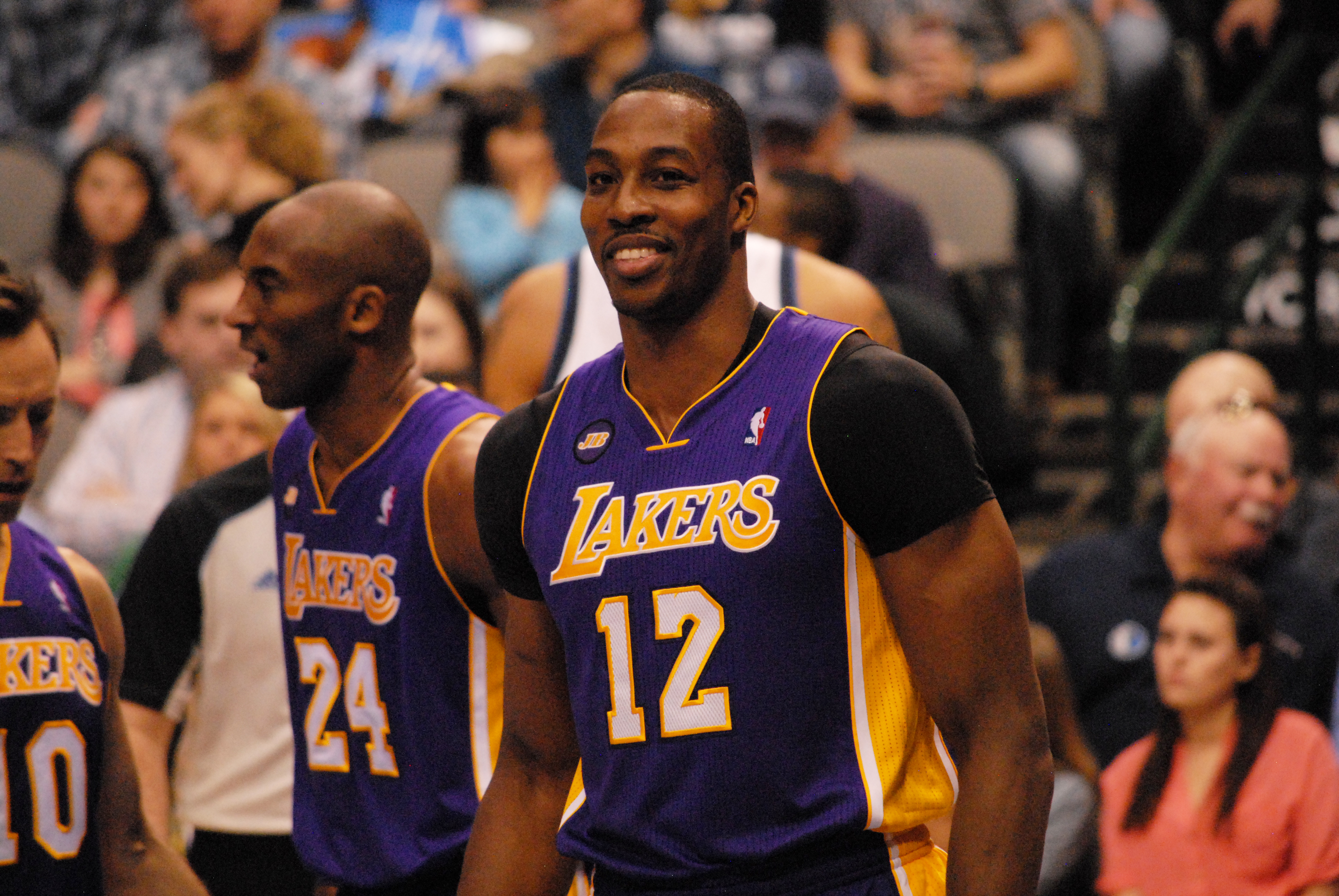
チームがうまく機能せず鬼気迫る表情のコービーとは対照的に、笑顔を見せるハワード。

オフシーズンにドワイト・ハワードとスティーブ・ナッシュが加入し、コービー、ガソルと共に「プレミアム4」として注目が集まったこのシーズン、キャリア通して相方にオールスタークラスのポイントガードがいなかったコービーにとって、ナッシュの加入は本来の役割である得点に専念できると同時に、自身の負担を軽減することになるという大きな期待を受けての加入だった。しかし、レイカーズは序盤から連敗を重ねるなど攻守において噛み合わず、シーズン開幕から、わずか5試合でHCのマイク・ブラウンが解任され、後任には全くスタイルの異なるマイク・ダントーニが就任するなどチームは迷走していった。プレミアム4の一人として期待されたガソルはプレーエリアが極端に狭いハワードと共存できず、成績を大きく落とした。また、ゲームメイクを期待されて加入した38歳のナッシュも開幕早々怪我で離脱するなど衰えを隠せず、シーズンが進むにつれコービーは得点とゲームメイクの両方を担うようになるなど試合毎に負担は増していった。コービー自身は34歳という年齢であり、オフェンスでの負担の大きさから、ディフェンスまで力を注ぐスタミナが以前のように残っていなかった。
それでもコービーが担う役割が大きくなるのと比例するようにチームは成績を伸ばし始め、ハイレベルなウエスタンカンファレンスにおいてシーズン序盤の借金で下位を彷徨っていたチームは中盤以降の追い上げでプレーオフ争いに加わるまで成績を戻す。プレーオフ争いが熾烈さを増す3月後半からはコービーの出場時間は毎試合40分を超えるなど異常事態になっていた。そして、プレーオフを目前に控えた4月12日のゴールデンステート・ウォリアーズ戦、この日もコービーは何度もコートに倒れこみながらも、一度も休むことなく試合に出続けた。しかし、試合終盤ドライブを仕掛けた所で“左アキレス腱を完全断裂”し（全治6〜9カ月）、無念のシーズン終了となった。34歳のコービーは、このシーズン78試合出場、27.3得点、6.0アシスト、5.6リバウンドと依然としてハイアベレージを記録し“NBA歴代最多タイ”となる自身11度目のオールNBA1stチームに選出された。レイカーズはシーズン中盤以降の追い上げによりウエスタンカンファレンス7位でプレーオフに滑り込むも、引き換えにプレーオフ目前で絶対的エースの離脱というあまりにも大きな代償を負い、サンアントニオ・スパーズにスウィープ負けを喫し1回戦敗退となった。

### キャリア晩年

#### 2013-14シーズン"再び"の故障
2013年12月8日のトロント・ラプターズ戦で左アキレス腱の断裂から約8ヶ月ぶりに戦列復帰したが、同17日のグリズリーズ戦で相手選手との接触プレーで右膝を負傷し、MRI検査の結果、脛骨プラトー骨折（全治6週間）と診断され再び欠場を余儀なくされる。その後の回復の経過が思わしくなかったため、以降の試合を全休。僅か6試合の出場に終わり、チームはパシフィック・ディビジョン最下位で9年ぶりにプレーオフ進出を逃した。

#### 2014-15シーズン"再起"をかけて
シーズン開幕戦で、左アキレス腱の完全断裂と右膝の脛骨プラトー骨折という二つの大怪我から、約1年ぶりに復帰を果たした。2014年12月14日に行われたミネソタ・ティンバーウルブズ戦で、マイケル・ジョーダンのレギュラーシーズンキャリア通算得点（32292得点）を上回り、“通算得点歴代3位”に浮上した。しかし、2015年1月22日のニューオーリンズ・ペリカンズ戦で試合中、右肩を負傷。精密検査の結果、右肩回旋筋腱板の断裂で手術が必要と診断され（全治9ヵ月）、3シーズン連続、大怪我でのシーズン途中離脱となった。

#### 2015-16シーズン"ラストシーズン"

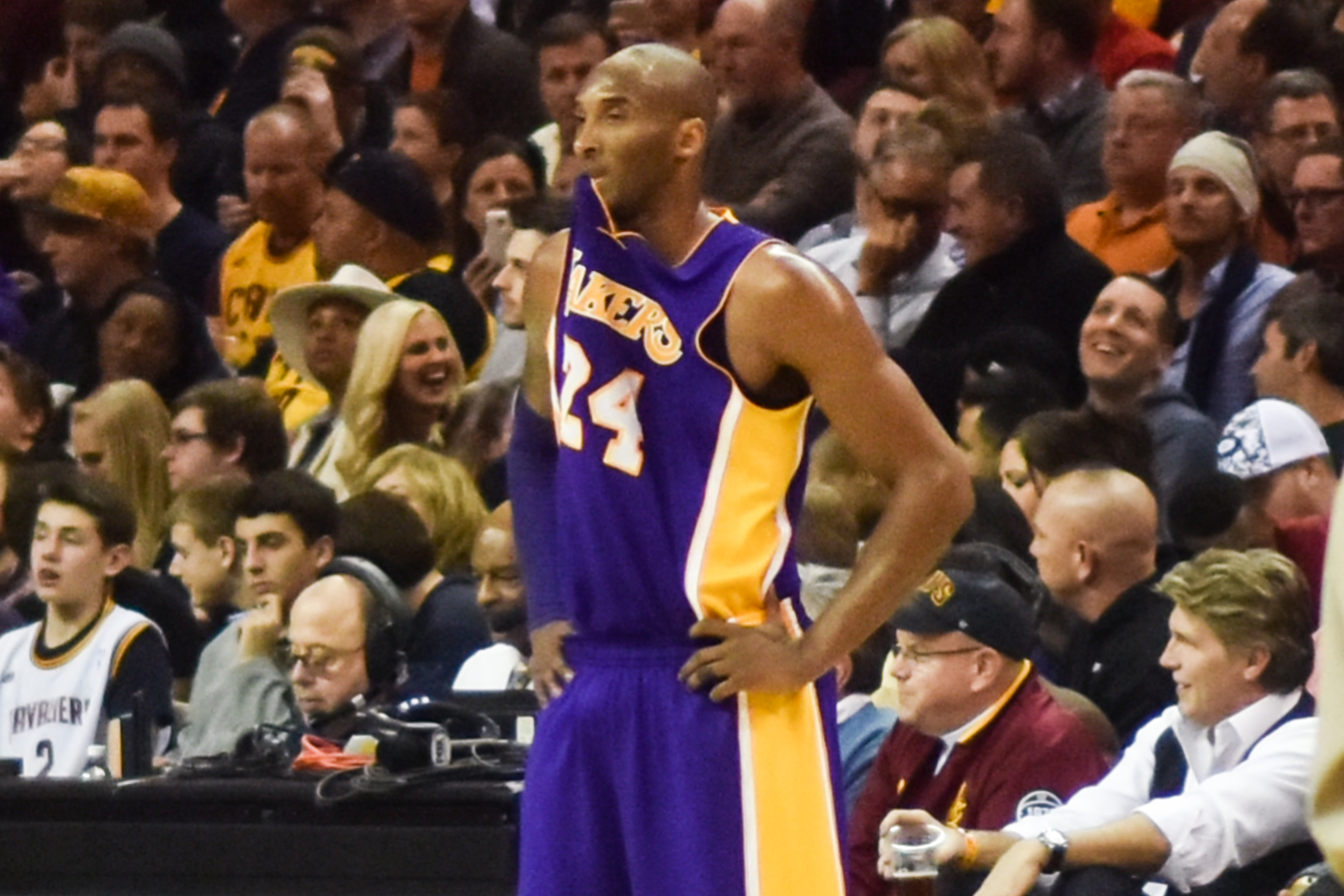
ボロボロの体にムチを打ち最後のシーズンに臨むコービー（2016年）

2015年11月29日「Dear Basketball（親愛なるバスケットボールへ）」と題したメッセージを発表し、今シーズン限りでの現役引退を正式に表明した。コービーは「僕の身体が別れの時だと言っている。心は高鳴っているし、気持ち的にもまだやれる。でも、身体が別れの時が来たと言っていて、それを受け入れた。」「皆さんの気持ちを楽にする準備は整った。これで、共に過ごす、残りの一瞬一瞬を大切にすることができるんだ。良いことも、そうでないことも、僕達は互いに持てる全てを出し切ったのだから。」とつづった。NBAコミッショナーのアダム・シルバーはすぐさま声明を発表し「レイカーズで17度のオールスター選出、シーズンMVP、5度のNBA制覇、さらに米国代表として五輪で2度の金メダル獲得、そして、相手に対して容赦しないプレースタイル。絶えることなく労働倫理を貫いたコービー・ブライアントという選手はバスケットボール史上において、歴史に残る偉大な選手の1人です。」「ファイナルで優勝を争うことも、真夜中に無人のジムでジャンプシュートを打つことも、コービーはバスケットボールに無条件の愛を注いできました。」「私も、世界中に点在するコービーファンとともに、彼の傑出したNBAキャリアを祝し、数々のスリリングな瞬間を見せてくれたことに感謝しています。」と敬意を表した。
コービーの引退表明が各方面に与える影響は大きく、マイケル・ジョーダンも声明を発表し「コービーの存在は、バスケットボール界とNBAにとって大きな助けとなった。」「君が成し遂げてきた素晴らしいキャリアを、我々は非常に誇りに感じていると伝えたい。」「世界中に君のファンがいるように、私も君の大ファンの一人で、今でも君のプレーを観るのが好きだ。」「私は兄で、君は弟のような存在。電話番号は知っているだろう。これからも連絡を取り合おう。」と自身の引退以降、NBAの「顔」として期待と重圧を一身に背負いバスケットボール界を盛り上げてきたコービーを労った。また、サッカーアルゼンチン代表のリオネル・メッシは「コービー・ブライアントは歴史上最も偉大な選手の1人として名前が刻まれるだろう。僕はあなたの魅力溢れるプレースタイルのおかげでバスケットボールに興味を持ったんだ。コービーの新しい人生に幸運が訪れますように。」と自身のFacebook上にメッセージを投稿した。その他、オバマ大統領からはホワイトハウスに招待され、バスケットボールや引退後について会談した。
2016年1月21日、ファン投票で全体最多の189万票を獲得し、自身の持つNBA記録を更新する18年連続のオールスターゲーム出場が決定した。
4月13日、現役引退試合となったレギュラーシーズン最終戦vsユタ・ジャズ戦では、10点ビハインドで迎えた残り試合時間2分30秒からゾーンに突入し、一人でノーミスの連続13得点を挙げ、チームを逆転勝利へと導いた。コービーは現役引退試合でキャリア6度目となる60得点を記録し、有終の美を飾った。コービーがこの試合で記録した37歳での60得点は、ウィルト・チェンバレンが48年前に記録して以来、誰にも破られていなかった32歳での60得点を大幅に更新する“NBA史上最年長記録”となった。バスケットボールファン達からは「まだやれる」と口々に惜しまれた。

## 現役引退後
2016年8月22日、ロサンゼルス市はコービーに敬意を表し現役時代の背番号を組み合わせた8月24日を『Kobe Bryant Day (コービー・ブライアントの日)』としてロサンゼルスの記念日に制定すると発表した。
2017年9月12日、レイカーズはコービーが現役時に着用していた背番号『8』と『24』を永久欠番に認定すると発表した。同年12月18日、レイカーズの本拠地・ステイプルズ・センターにおいてNBA史上初となる二種類の背番号の永久欠番セレモニーが行われた。
2018年3月4日、第90回アカデミー賞において自身の半生をバスケットボールに対する愛情とともに綴ったアニメーション作品『Dear Basketball』がアカデミー短編アニメ賞を獲得し、NBA選手初のオスカー受賞者となった。受賞後にはシャキール・オニール、レブロン・ジェームズなど多くのNBA選手がSNS上で快挙を讃えた。
また、コービーに触発された次女ジアナは将来のWNBAバスケットボール選手を志すようになり、コービーが設立した「マンバ・スポーツ・アカデミー」で英才教育を受けるなどメディアからも「女子バスケットボールの未来」として大きな注目を集めていた。

## 突然の死去
2020年1月26日午前9時45分（日本時間27日午前2時45分）頃、アメリカ合衆国西部ロサンゼルス近郊のカラバサスで、試合の行われるマンバ・スポーツ・アカデミーへ向かう途中であったコービーと次女ジアナら9人が乗ったヘリコプター（シコルスキー S-76B）が墜落し、コービーを含む搭乗していた全員が死亡した。41歳没。次女ジアナは13歳没。

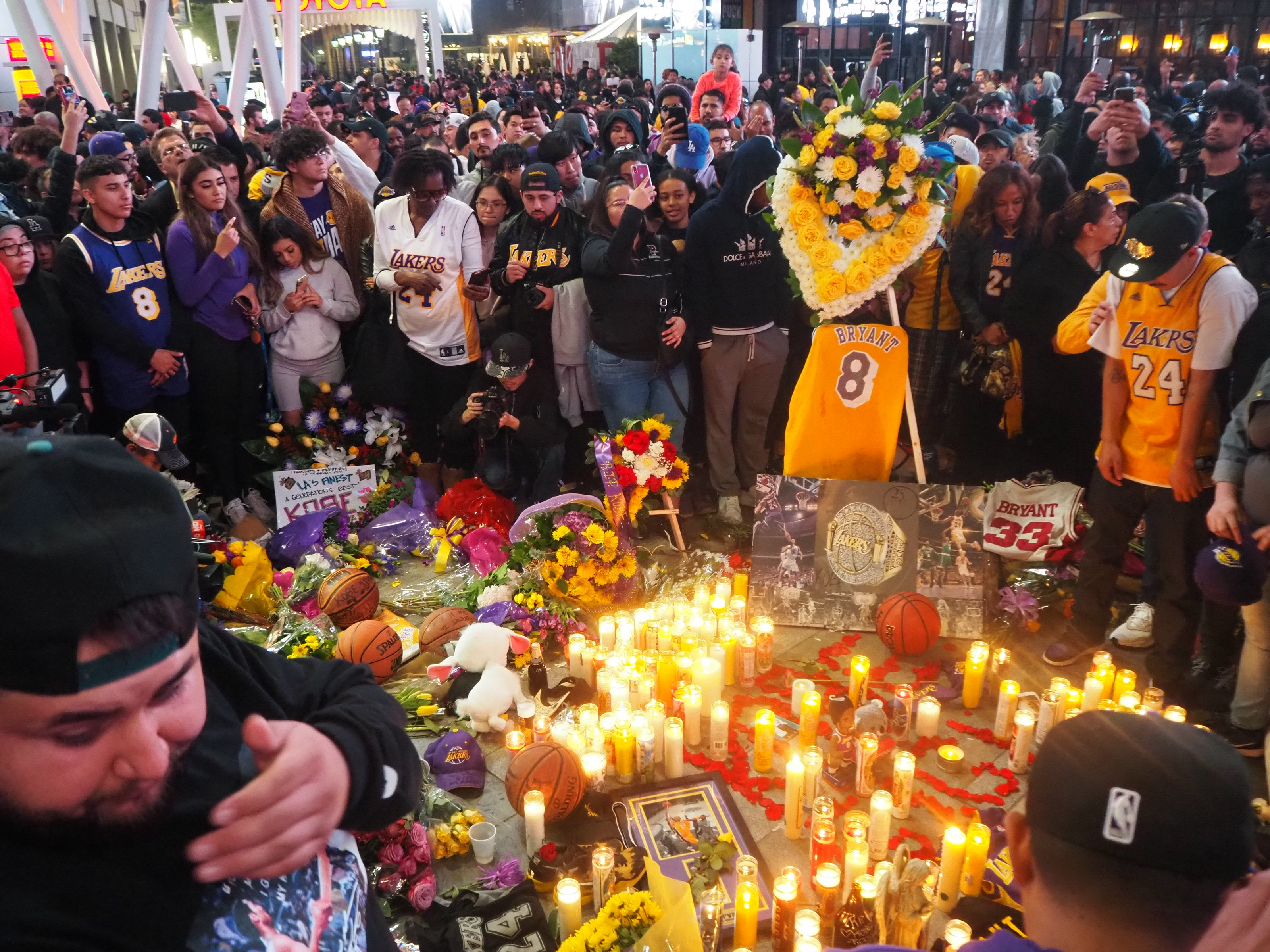
突然の訃報を受けステイプルズ・センターに集合しコービーとジアナの死を悼むファン。

その死は多くの人々に衝撃を持って伝えられ、同日に行われたNBAの8試合では試合前に追悼セレモニーを行うとともに、試合開始のティップオフ直後から両チームが意図的にプレイを休止し、コービーの現役時代の背番号に因んだ24秒（ショットクロック）ヴァイオレーションや8秒ヴァイオレーションの時間を哀悼として捧げ、また、アトランタ・ホークスのトレイ・ヤングは、彼の過去の背番号8を着用して登場した。またデトロイト・ピストンズは試合前に選手全員が「24」「8」「Bryant」文字がプリントされたユニフォームを着用して登場した。
ロサンゼルス・レイカーズはロサンゼルス・クリッパーズとの試合が予定されていたために動向が注目されたが、試合の延期を発表した。
また亡くなった日にレイカーズの本拠地・ステイプルズ・センターで始まった『第62回グラミー賞授賞式』では、オープニングアクトで登場したリゾがコービーに呼びかけ、続いて登場した司会のアリシア・キーズがコービーを悼むスピーチを述べた後、アリシアとボーイズIIメンがアカペラでコービーに捧げる歌を披露した。

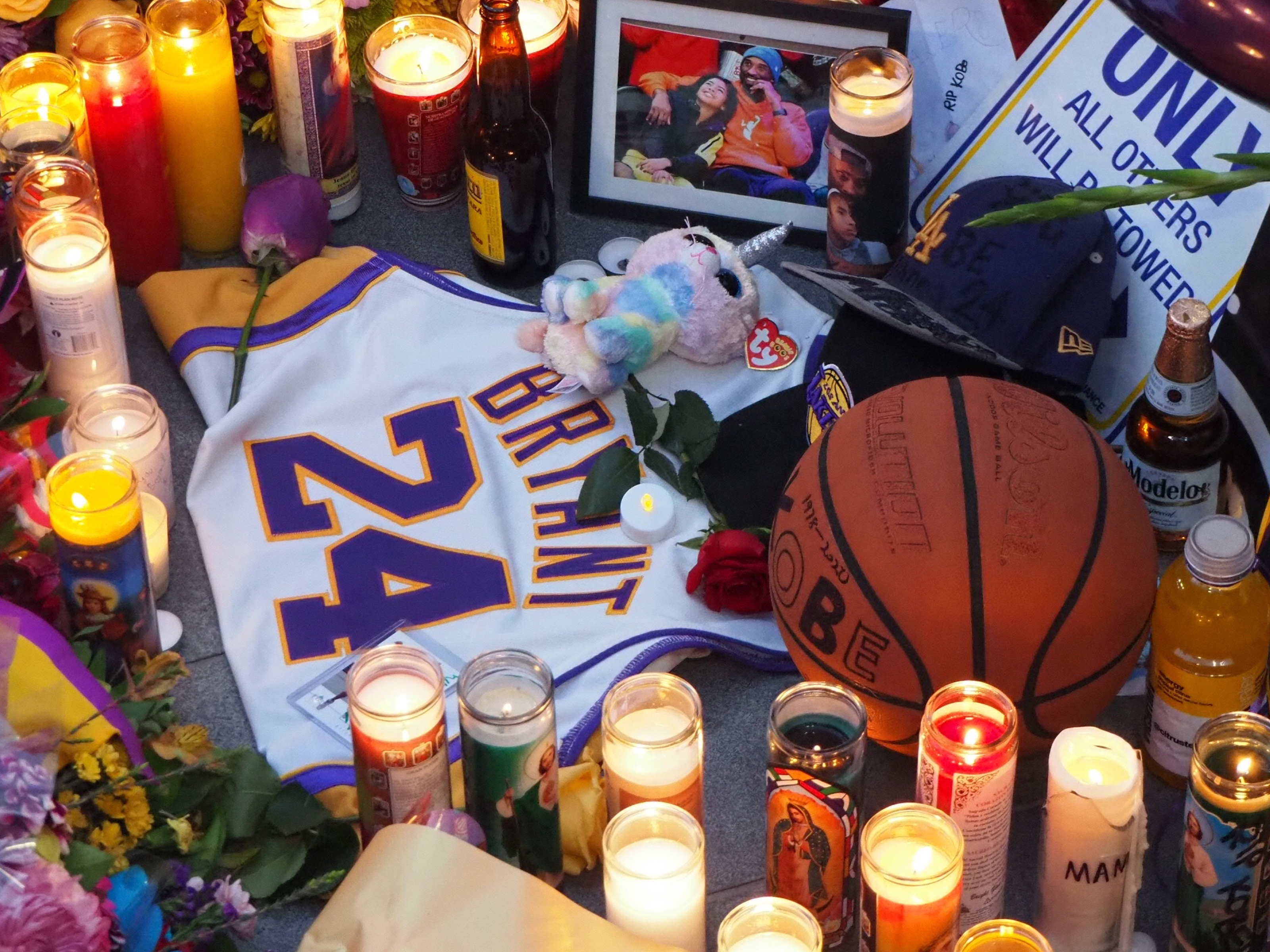
ファンから手向けられたジャージとバスケットボール。

ダラス・マーベリックスは同日公式サイトを通じてオーナーのマーク・キューバンが声明を出し「コービーが遺したものはバスケットボールを超越している。そして、我々ダラス・マーベリックスの選手は、背番号24を着用しないことを決定した」と、背番号24をマーベリックスの永久欠番とすることを発表した。自チームに所属したことのない選手の背番号を永久欠番にするのはスポーツ界でも異例の出来事であり、NBAにおいてはジョーダンとコービーの２例のみである。
さらにコービーへの敬意として、NBA各チームの背番号8番と24番の選手が相次いで背番号の変更を申請。
NBAは、背番号入りのグッズ売り上げなどの関係で、シーズン中の背番号変更に関しては認めておらず、オフシーズンにのみ可能としているが、コービーへの敬意として変更したいという理由に限り、シーズン中の背番号変更を許可するという異例の判断を下した。
各界の著名人から慕われるなどカリスマ的存在であったコービーの訃報にマジック・ジョンソン、マイケル・ジョーダンといったNBAのレジェンドだけではなく、ドナルド・トランプ、バラク・オバマ、ジャスティン・ビーバー、テイラー・スウィフト、リオネル・メッシ、クリスティアーノ・ロナウド、ネイマール、ノバク・ジョコビッチ、ラファエル・ナダル、バリー・ボンズ、デレク・ジーター、タイガー・ウッズ、ウサイン・ボルト、マニー・パッキャオなど世界各国のアスリートや著名人が追悼のコメントを発している。
2月24日に行われた追悼式でマイケル・ジョーダンは「コービーが亡くなった時、自分の一部も死んでしまいました」「約束します。自分にはいつだって助けたいと思える弟（コービー）がいたという思い出とともに、今後生きていくという事を」と涙ながらにスピーチした。
良き相談相手としてコービーを慕っていたマリア・シャラポワは「人生にはテニスより大切なことがあるんじゃないかと気づかされた」とコービーの死が現役引退を決断するきっかけとなったと語り、1ヶ月後の2月26日に現役引退を発表した。
そのほかコービーを見て育ったカイリー・アービングなどの現役NBA選手やファンからは、NBAロゴのシルエットをコービーに変更すべきという議論も巻き起こり300万を超える署名が集まるなど過熱した。
カイリーは「コービーは僕らの世代にとって皆のスタンダードだった。それは今後も変わらない。僕はそれを歴史に残る何かにしたい」と語っている。
NBAコミッショナーのアダム・シルバーはロゴ変更には否定的な見解を示したものの、コービーが遺した多大な功績からNBAオールスターゲームMVPの名称を2020年から「NBAオールスターゲーム コービー・ブライアントMVP賞」に改称することを発表した。
2020年4月4日、現役時代の多大な功績から、ティム・ダンカン、ケビン・ガーネットらとともに殿堂入りしたことが発表された。
2024年2月8日、クリプト・ドットコム・アリーナの屋外広場にコービーの銅像が設置された。この日付は、コービーと次女ジアナの背番号にちなんだものである。同日のレイカーズとデンバー・ナゲッツとの試合に先立ち、レイカーズはブラックマンバにちなんだ黒いユニフォームを着用すると発表した。

## 後世の評価・与えた影響
デビュー当時から事あるごとにマイケル・ジョーダンと比較される。これまで同世代のアレン・アイバーソン、トレイシー・マグレディ、ビンス・カーター、一つ下の世代のレブロン・ジェームズ、ドウェイン・ウェイドら、多くのスター選手が若手時代にネクスト・ジョーダンと期待されてきたが、コービーほどキャリアを通して極端に比較され続けてきた選手は他にはいない。それは実績とカリスマ性に加え、ポジション、プレースタイル、体格、筋金入りの負けず嫌いという点など、類似点が非常に多いことが理由の一つとして挙げられる。
またコービー自身は、全盛期のジョーダンのプレーを見て育った世代のため、他の選手たちと同じように影響を受けたものは多いと語っている。
ジョーダンの後継者と呼ぶに相応しいと謳われ、ジョーダン自身も、1998年のオールスターゲーム終了後に後継者としてコービーを指名しており、現役最後となった2003年のオールスターゲームの際には、次代を託した若手スター選手の一人としてコービーの名を挙げていた。また、引退して月日が経った2012年には「自分の引退後のプレイヤーの中で、自分と比較されるにふさわしい選手はコービーだけだ。」と語っている。
さらにジョーダンは「自身の全盛期にマッチアップをしてみたい相手は誰ですか？」との問いに「ジェリー・ウエスト、エルジン・ベイラー、レブロン、ウェイド、メロ………誰にも負ける気はしないよ、コービー以外には。彼は私の動きを全て盗んだからね。」と答えている。コービー自身も「1on1では誰も俺には勝てない。もし俺に勝てる選手がいるとすれば、彼は98年にユタでラストショットを決めて引退したよ。」と答えた。もちろんラストショットを決めて引退した選手というのはジョーダンであり、このように互いに実力を認め合い、リスペクトし合う関係である。
ジョーダンとともに6回の優勝、コービーとともに5回の優勝をしたフィル・ジャクソンは、2013年に出した著書の中で両者を比較しており、コート外でのリーダーシップ、FG成功率、ディフェンスでの貢献度、以上3点を理由にジョーダンの方が上であると結論づけている。逆にコービーが上回っている点として、「残り10秒2点ビハインドの状況ならばジョーダンよりコービーにシュートを任せる」「コービーはこれまでで最も『入る確率の低いシュート』を決められる選手だ」と発言しており、先述の通りコービーが81得点を挙げた試合後には「ジョーダンのどのゲームよりもすごかった」と称賛した。また、両者のゲームの進め方について、ジョーダンは自然とゲームの流れを自分に引き寄せるタイプで、コービーは強引にゲームの流れをつかみ取ろうとする部分があったと語っている。これは大学を卒業してからNBAに入ったジョーダンと、高校卒業後にNBA入りしたコービーの違いなのかもしれないと述べている。しかし両者の一番の違いはプレー面ではなくリーダーシップ面にあるとし、2人ともチームメイトに対して厳しく接するタイプだが、その中でもジョーダンはチームの士気をコントロールする力は、ずば抜けていたと述べている。
コービーがキャリアを通じて体現した「Mamba Mentality（マンバ・メンタリティ）」と称される哲学は、NBA選手のみならず各界のアスリートたちにもロールモデル（模範）として多大な影響を与えた。またコービーを見て育った世代のケビン・デュラント、ステフィン・カリー、カワイ・レナード、ポール・ジョージ、ブラッドリー・ビールらは「コービーは俺たちにとってのジョーダンだった」と語っている。
コービーは子供の名前にも影響を与え、2000年以降、アメリカの赤ちゃんの人気名前ランキングに「Kobe」がランクインするようになった。
またNBAドラフト2023では、2003年生まれのKobe Bufkin（コービー・バフキン）と2000年生まれのKobe Brown（コービー・ブラウン）という二人のKobeが一巡目指名でNBA入りし話題となった。

## 代表チーム

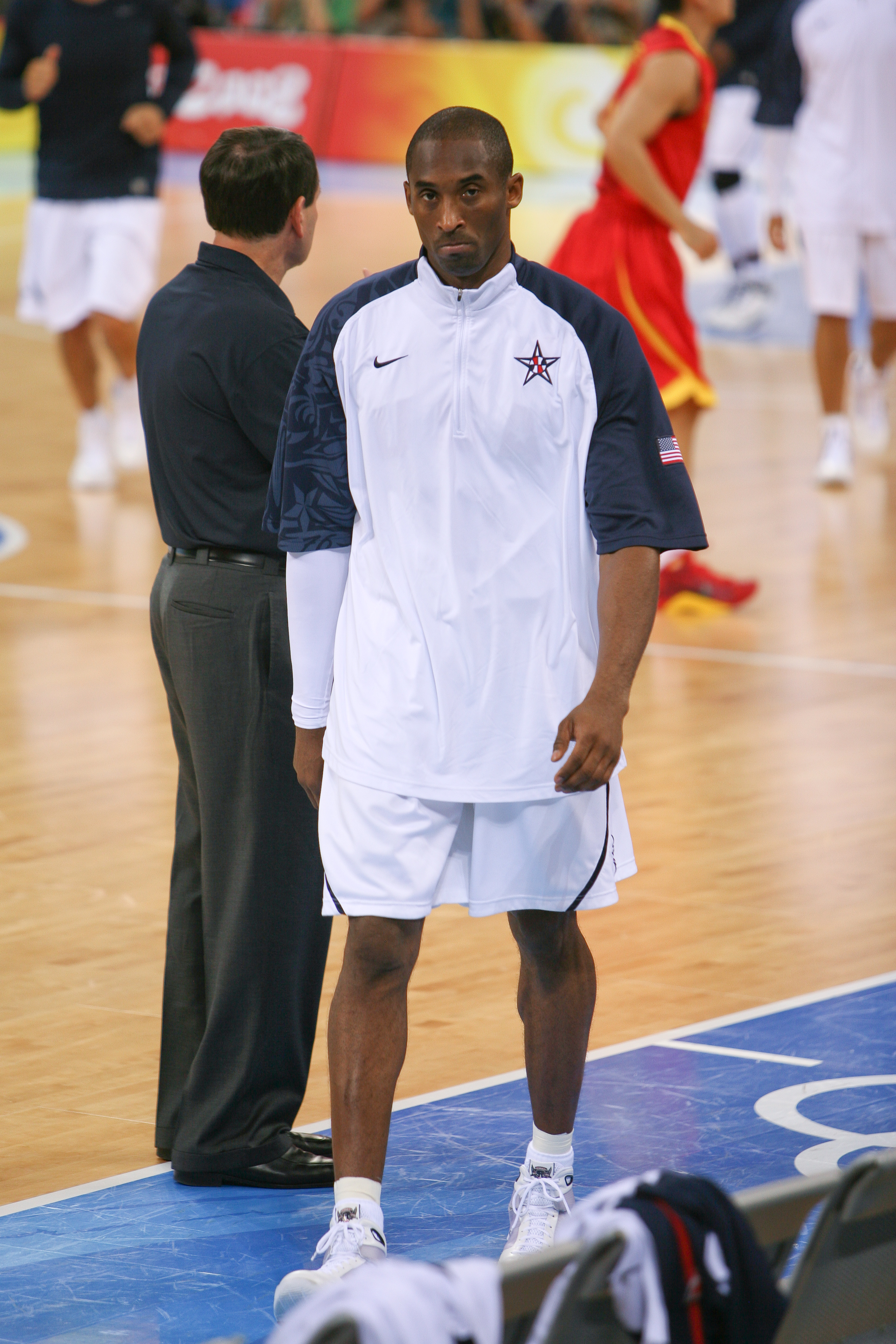
アメリカの最終兵器として代表に合流したコービー (2008年)

コービーの国際試合デビューは遅く、アメリカ代表に参加したのは2008年の北京オリンピック予選を兼ねた2007年のバスケットボールアメリカ選手権からだった（過去に何度か代表入りの話はあったが、故障などで機会を逸していた）。すでにNBAで不動の地位を築いていたコービーの待望の代表チーム参加とあって大きな話題となり、アメリカ代表は前回のアテネオリンピックでNBA選手をオリンピックに送り出して以来、初めて金メダルを逃していたことや、レブロン・ジェームズ、ドウェイン・ウェイド、カーメロ・アンソニーら若手選手中心で臨んだ2006年の世界選手権でも銅メダルに終わっていたこともあり、コービーはアメリカの“最終兵器”として期待を寄せられた。また、コービーが代表に参加したことで、しばらく使われなくなっていた「ドリームチーム」というアメリカ代表の名称がメディアで再び使われるようになった。
代表チームには、すでに下の世代のスコアラーが大勢いたため、コービーは自ら積極的にサポート役に回り、またディフェンスでは相手チームのエースを大いに苦しめ、若い選手中心で構成されたチーム内では高いリーダーシップを発揮した。コービーの代表参加は大成功となり、本番の北京五輪ではあっさりと決勝に進出。唯一の接戦となった決勝スペインとの対戦では、第4Qに4ポイントプレー含む13得点をあげるなど格の違いを見せ、チームを見事、金メダルに導いた。中国では近年NBAの人気が高まっていたことにより、コービーは中国のファンからも大きな声援を受けた。

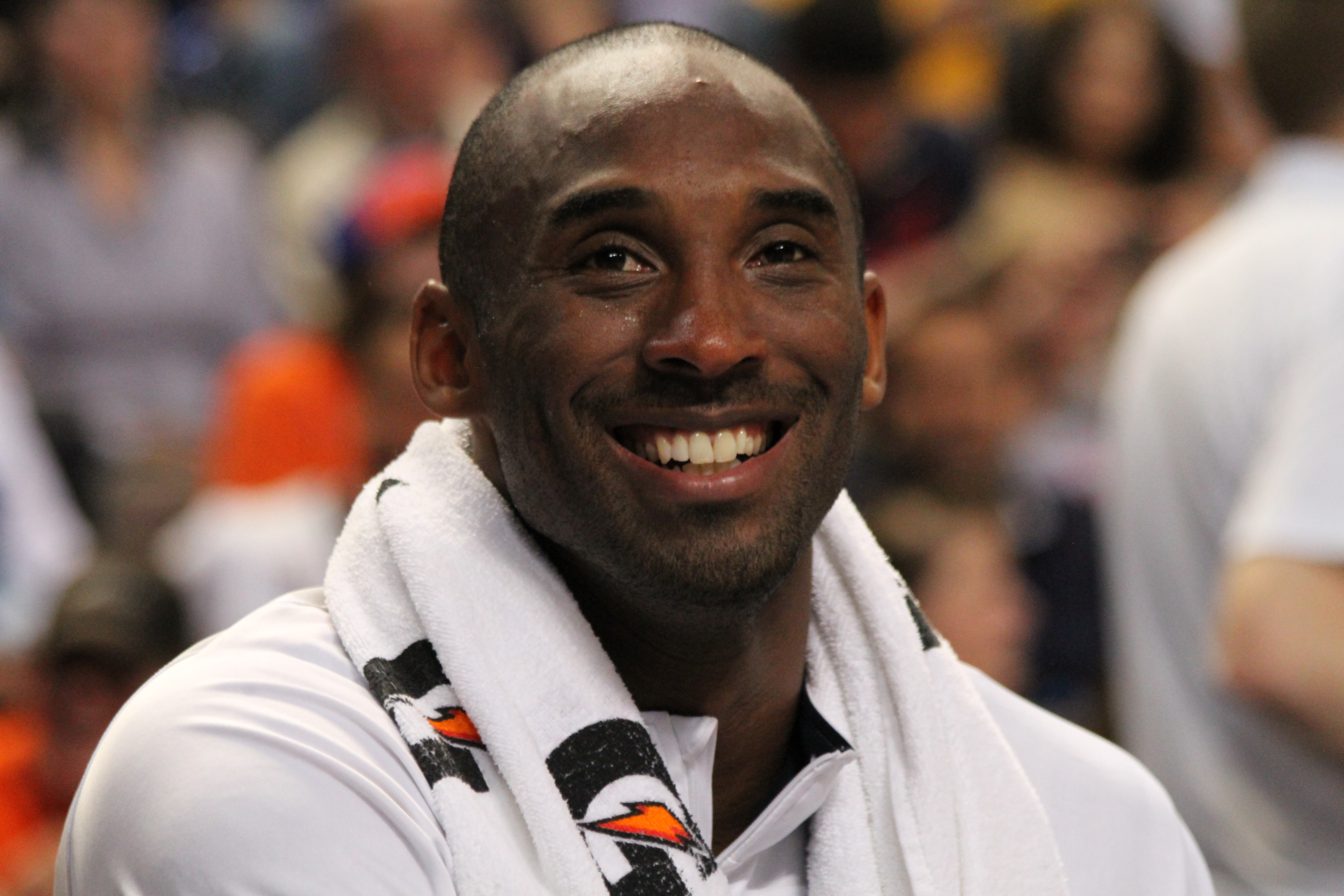
ロンドンオリンピックでのコービー (2012年)

2012年のロンドンオリンピックにはチーム唯一の30代となる33歳で選出され、全試合に先発出場。いまだNBAトップクラスの実力を維持しながら、最年長として北京五輪時よりさらに黒子に徹したプレーで下の世代の選手たちをサポートし、チームを二大会連続の金メダルに導いた。
かねてから話にあがっていたが、ロンドン五輪終了後のインタビューで改めて代表から退く意向を示し、コービーはアメリカ代表として出場した試合無敗（36勝0敗）を誇ったまま終えることになった。

## 使用するシューズ
ナイキより自身のシグネチャーモデル『NIKE KOBE』シリーズが現役時代に1～11まで発売され、引退後には『KOBE A.D.』シリーズが発売されている。
『NIKE KOBE』シリーズは引退後も"PROTRO"として復刻版が発売されるなど多くのNBA選手に愛用されており、現在のNBAで最も人気のバッシュである。「Baller Shoes DB」が発表したNBA2021-22年シーズンの選手着用シューズランキングは、1位「KOBE 5 PROTRO」、2位「KOBE 6 PROTRO」でトップ2を独占している。主な愛用者にデビン・ブッカー、デマー・デローザンらがいる。

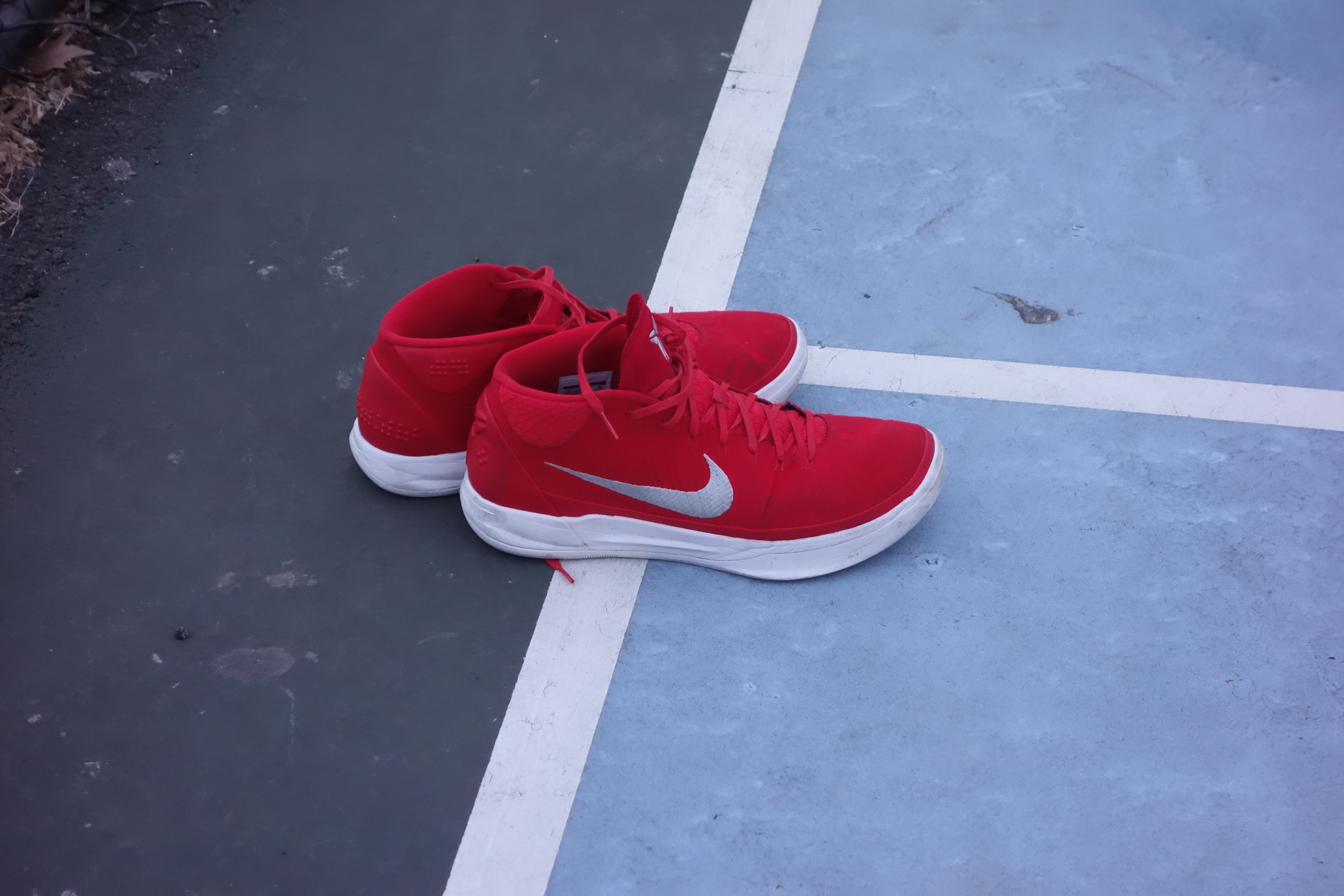
Nike Kobe A.D. Mid 'Red'

2008年12月に発売された「KOBE 4」はその後のバッシュ界に革命を起こす一足となった。当時NBAで主流となっていた足首まで覆うハイカットや、くるぶし上まで覆うミッドカットではなくローカット・モデルのシューズで、このシューズは少しでも軽く素足に近い感覚でプレーしたいという本人の希望で誕生した物である。一般的に足首が保護されにくいローカットシューズはハイカットに比べ捻挫しやすいと言われているが、コービーは「ハイカットでもローカットでも捻挫するときは同じ」と答えている。ローカット・モデル発表当初は否定的な意見も多く聞かれたが、コービーは「KOBE 4」を着用してこのシーズン全試合に出場。レイカーズを2009年のNBA王座に導き、自身とNIKEが正しい選択をしたと証明して見せた。この結果により、それまでの「ハイカットのバッシュでなければケガをする」という固定観念は覆され、2009年以降ローカット・モデルのバッシュがバスケット界のトレンドとなり一気に普及するきっかけとなった。

## 音楽作品
音楽でもセンスを発揮した彼は、2000年にファッションモデルのタイラ・バンクスとコラボレーションしたシングル『K.O.B.E』を発売し、ラッパーとしてCDデビューした。

## 女性・スキャンダル
概要
コービーはデビュー時よりバスケットボール界の若きスーパースターとして活躍しNBAで最も人気のある選手の一人であったが、コロラド州のリゾート・ホテルにおけるレイプ・スキャンダルにより、当時、彼の人気は著しく下がり大きな批判を招いた。コービーはスキャンダルの結果マクドナルドとイタリアの菓子メーカー、フェレロとの契約を失った。
2003年6月30日にコロラド州イーグル郡エドワーズのコロラドホテルでフロントデスクとして勤めていた19歳の女性が、同州に膝の治療の為に訪れ、同ホテルに滞在していたコービーにレイプされたと訴えた。コービーは7月17日に逮捕されたが、直ちに保釈された。彼は女性との関係を認めたが、合意の元であると主張した。
経過
当時、既にNBA屈指のスーパースターであり犯罪とは無縁のイメージのあったコービーを突如襲ったスキャンダルということもあり、事件発生以来、全米のメディアがコロラドの現場に殺到。「コロラド・キャンプ」と呼ばれる報道陣村を作って待機し、連日のニュースに加えて特別番組も放送されるなどメディアの報道は過熱した。この事件の行方は「O・J・シンプソン事件」以来のスポーツ界の一大スキャンダルとしてこの年、全米最大の関心事の一つになった。
裁判はシーズン中にも行われ、彼はその都度コロラドの裁判所に出頭しなければならず、肉体的・精神的消耗が激しい上に練習不足の状態で試合に出なければならないことも度々であった。また、試合中も激しいブーイングに悩まされた。しかし、コービーはタフな精神力を見せ集中力を切らすことなくシーズンを終え、まずまずの成績を残した。
結末
訴えた女性が同時期に、コービー以外にも3日間に3人の別の男性と肉体的関係を持っていた事も発覚し、当初から芸能人志望でオーディション番組に出場歴があった事も報道されるなど、この女性の証言にも矛盾する点が多々見られたため、結局この事件は、2005年オフに示談となった。

## その他
- 名前の"KOBE"がコービーという読み方なのは日本語のローマ字読みではなく英語読みのためである。
- キャリア初期は特徴的なショートアフロヘアーだった。
- 「月刊コロコロコミック 1998年9月号」でコービーを題材にした読み切り作品の漫画「シューティングスター コビー・ブライアント物語」が掲載された（作：斉藤むねお）。コービーが自身の名前のルーツである神戸を訪れ、地元の少年たちと出会うというフィクションを交えたものであった。
- 若い頃から大の練習熱心な選手として知られていて、毎日朝6時に一人で練習場に来て1000本シュート（1000本入るまでシュート）などの自主練習をしてから、その後のチーム練習に参加するといった逸話がある。過去にマイケル・ジョーダン等、名選手を指揮して来た名将フィル・ジャクソンが「私が見てきた中でもずば抜けて練習熱心な選手」と発言する程である。
- 身長は当初の登録は201cmだったが、ジョーダンが現役復帰した頃からジョーダンと同じ198cmに変更した。
- 2001年4月18日に約2年間交際を続けてきた、当時19歳のヴァネッサとカリフォルニア州ダナ・ポイントで結婚した。2003年1月19日に長女ナタリア、2006年5月1日には次女ジアナ、現役引退後の2016年12月21日には三女ビアンカ、2019年6月20日には四女カプリが誕生した。
- 右腕に妻ヴァネッサの名前、右手首には長女ナタリア、次女ジアナ、三女ビアンカの名前のタトゥーを入れている。
- 敬虔なクリスチャンであり、家族と共にロサンゼルス最古のカトリック教会である「天使の女王聖母カトリック教会」のミサに定期的に出席していた[44][45]。亡くなる数時間前も、娘のジアナと共にカトリック教会で聖餐を受けたところだった[46]。腕には聖書の「詩篇27篇」のタトゥーが彫られている[47]。ただ、公の場で自身の信仰について話をすることはプライパシーの観点等から避けていた。
- 2006年の世界選手権にはアメリカ代表として来日する予定だったが、膝の手術のため辞退した。
- 2006-07シーズンから背番号を、プロ入り当初からつけていた「8」から、「24」へ変更した。もともと24は入団時に希望した番号だったが、既にフレッド・ロバーツがつけていたため断念、更に第2希望の33もカリーム・アブドゥル＝ジャバーの永久欠番だったために8を選んだという経緯がある。24は高校時代最初につけていた番号、33は高校時代に父がプロでつけていたことで24から変更した番号、8は高校時代に参加したABCキャンプでつけた143番の数字を足した番号である。
- デビュー当時は細身の体型であったが、2002年オフに15ポンド（約7キロ）の増量を行った後は、体重は約100kgに届いていた。2007オフ、今度はそれまでのビルドアップされた肉体から主に筋肉を落とす事で20ポンド（約9キロ）の減量を行った。過剰な筋肉を落とすことで年間100試合以上出場するだけのスタミナを向上させた[48]。
- 2007-08シーズン以降フリースローの際にファンが“MVP”コールをするのが定番となっている。
- アメリカの大手世論調査会社ハリス社が毎年発表している「アメリカで最も人気のあるスポーツ選手」の2010年度のランキングで、プロゴルファーのタイガー・ウッズと並び男性アスリート部門で1位に選ばれた。（前年の2009年は4位だった。）
- 2011年、ロサンゼルスの代表的観光名所であるチャイニーズ・シアターに手形、足型が刻まれる事になった。チャイニーズ・シアターには、現在200人以上の歴代ハリウッドスターの手形や足形が刻まれているが、スポーツ選手の手形、足型が刻まれるのはコービーが初めての事である。
- 2011年4月、中華圏で絶大な人気を誇る台湾出身ミュージシャンの周杰倫（ジェイ・チョウ）の音楽作品「天地一闘（英題：Spark）」にフィーチャリングされミュージックビデオ等で共演した[49]。
- 2012年1月、自身のシグネイチャーモデル第7弾「NIKE KOBE 7」のプロモーションに、カニエ・ウェスト（ラッパー）、リチャード・ブランソン（実業家）、ジェリー・ライス（元NFL選手）、セリーナ・ウィリアムズ（女子テニス選手）、ホープ・ソロ（女子サッカー選手）ら、各分野のトップが参加。CMではモチベーション・スピーカーに扮したコービーが、すでに各々の分野で成功を収め、自身のピークに達したと思っている“成功者”達を前に、ピークの向こう側、ピークを越える「#KobeSystem（コービー・システム）」をプレゼンするという内容になっている[50]。
- 2013年のアキレス腱断裂を切っ掛けに「怪我をしないためには食事が大事だ」と感じ、それまで常食してやまなかったジャンクフードを一切やめて赤身肉や魚、野菜などの健康的な食事を徹底した。
- 2014年6月、アメリカの経済誌フォーブスは世界のアスリートの年収を公表した。ブライアントの年収は6150万ドル（約62億7000万円）であり、世界のアスリートの中で5位。バスケットボール選手の中ではレブロン・ジェームズに次ぐ2位[51]。
- 現役引退後は自身のTwitterにて現役選手たちに様々なチャレンジを課していた。ヤニス・アデトクンボとニコラ・ヨキッチはコービーからシーズンMVP受賞を課され、ヤニスが2019年と2020年、ヨキッチが2021年と2022年と2024年に実際にMVPを受賞している[52]。

## 個人成績

### NBAレギュラーシーズン
| シーズン     | チーム       | GP    | GS    | MPG  | FG%  | 3P%  | FT%  | RPG | APG | SPG | BPG | TO   | PPG  |
| ------------ | ------------ | ----- | ----- | ---- | ---- | ---- | ---- | --- | --- | --- | --- | ---- | ---- |
| 1996–97      | LAL          | 71    | 6     | 15.5 | .417 | .375 | .819 | 1.9 | 1.3 | .7  | .3  | 1.58 | 7.6  |
| 1997–98      | LAL          | 79    | 1     | 26.0 | .428 | .341 | .794 | 3.1 | 2.5 | .9  | .5  | 1.99 | 15.4 |
| 1998–99      | LAL          | 50    | 50    | 37.9 | .465 | .267 | .839 | 5.3 | 3.8 | 1.4 | 1.0 | 3.14 | 19.9 |
| 1999–00      | LAL          | 66    | 62    | 38.2 | .468 | .319 | .821 | 6.3 | 4.9 | 1.6 | .9  | 2.76 | 22.5 |
| 2000–01      | LAL          | 68    | 68    | 40.9 | .464 | .305 | .853 | 5.9 | 5.0 | 1.7 | .6  | 3.24 | 28.5 |
| 2001–02      | LAL          | 80    | 80    | 38.3 | .469 | .250 | .829 | 5.5 | 5.5 | 1.5 | .4  | 2.79 | 25.2 |
| 2002–03      | LAL          | 82    | 82    | 41.5 | .451 | .383 | .843 | 6.9 | 5.9 | 2.2 | .8  | 3.51 | 30.0 |
| 2003–04      | LAL          | 65    | 64    | 37.6 | .438 | .327 | .852 | 5.5 | 5.1 | 1.7 | .4  | 2.63 | 24.0 |
| 2004–05      | LAL          | 66    | 66    | 40.7 | .433 | .339 | .816 | 5.9 | 6.0 | 1.3 | .8  | 4.09 | 27.6 |
| 2005–06      | LAL          | 80    | 80    | 41.0 | .450 | .347 | .850 | 5.3 | 4.5 | 1.8 | .4  | 3.13 | 35.4 |
| 2006–07      | LAL          | 77    | 77    | 40.8 | .463 | .344 | .868 | 5.7 | 5.4 | 1.4 | .5  | 3.31 | 31.6 |
| 2007–08      | LAL          | 82    | 82    | 38.9 | .459 | .361 | .840 | 6.3 | 5.4 | 1.8 | .5  | 3.13 | 28.3 |
| 2008–09      | LAL          | 82    | 82    | 36.1 | .467 | .351 | .856 | 5.2 | 4.9 | 1.5 | .4  | 2.56 | 26.8 |
| 2009–10      | LAL          | 73    | 73    | 38.8 | .456 | .329 | .811 | 5.4 | 5.0 | 1.6 | .3  | 3.19 | 27.0 |
| 2010–11      | LAL          | 82    | 82    | 33.9 | .451 | .323 | .828 | 5.1 | 4.7 | 1.2 | .2  | 2.96 | 25.3 |
| 2011–12      | LAL          | 58    | 58    | 38.5 | .430 | .303 | .845 | 5.4 | 4.6 | 1.2 | .3  | 3.52 | 27.9 |
| 2012–13      | LAL          | 78    | 78    | 38.6 | .463 | .324 | .839 | 5.5 | 6.0 | 1.4 | .3  | 3.68 | 27.3 |
| 2013–14      | LAL          | 6     | 6     | 29.5 | .425 | .188 | .857 | 4.3 | 6.3 | 1.2 | .2  | 5.70 | 13.8 |
| 2014–15      | LAL          | 35    | 35    | 34.5 | .373 | .293 | .813 | 5.7 | 5.6 | 1.3 | .2  | 3.66 | 22.3 |
| 2015–16      | LAL          | 66    | 66    | 28.2 | .358 | .285 | .826 | 3.7 | 2.8 | .9  | .2  | 1.95 | 17.6 |
| キャリア     | キャリア     | 1,346 | 1,198 | 36.1 | .447 | .329 | .837 | 5.2 | 4.7 | 1.4 | .5  | 3.00 | 25.0 |
| オールスター | オールスター | 15    | 15    | 27.6 | .500 | .324 | .789 | 5.0 | 4.7 | 2.5 | .4  | 2.33 | 19.3 |

### NBAプレーオフ
| シーズン | チーム   | GP  | GS  | MPG  | FG%  | 3P%  | FT%  | RPG | APG | SPG | BPG | TO   | PPG  |
| -------- | -------- | --- | --- | ---- | ---- | ---- | ---- | --- | --- | --- | --- | ---- | ---- |
| 1996–97  | LAL      | 9   | 0   | 14.8 | .382 | .261 | .867 | 1.2 | 1.2 | .3  | .2  | 1.56 | 8.2  |
| 1997–98  | LAL      | 11  | 0   | 20.0 | .408 | .214 | .689 | 1.9 | 1.5 | .3  | .7  | 1.00 | 8.7  |
| 1998–99  | LAL      | 8   | 8   | 39.4 | .430 | .348 | .800 | 6.9 | 4.6 | 1.9 | 1.2 | 3.88 | 19.8 |
| 1999–00  | LAL      | 22  | 22  | 39.0 | .442 | .344 | .754 | 4.5 | 4.4 | 1.5 | 1.5 | 2.50 | 21.1 |
| 2000–01  | LAL      | 16  | 16  | 43.4 | .469 | .324 | .821 | 7.3 | 6.1 | 1.6 | .8  | 3.19 | 29.4 |
| 2001–02  | LAL      | 19  | 19  | 43.8 | .434 | .379 | .759 | 5.8 | 4.6 | 1.4 | .9  | 2.84 | 26.6 |
| 2002–03  | LAL      | 12  | 12  | 44.3 | .432 | .403 | .827 | 5.1 | 5.2 | 1.2 | .1  | 3.50 | 32.1 |
| 2003–04  | LAL      | 22  | 22  | 44.2 | .413 | .247 | .813 | 4.7 | 5.5 | 1.9 | .3  | 2.77 | 24.5 |
| 2005–06  | LAL      | 7   | 7   | 44.9 | .497 | .400 | .771 | 6.3 | 5.1 | 1.1 | .4  | 4.71 | 27.9 |
| 2006–07  | LAL      | 5   | 5   | 43.0 | .462 | .357 | .919 | 5.2 | 4.4 | 1.0 | .4  | 4.40 | 32.8 |
| 2007–08  | LAL      | 21  | 21  | 41.1 | .479 | .302 | .809 | 5.7 | 5.6 | 1.7 | .4  | 3.33 | 30.1 |
| 2008–09  | LAL      | 23  | 23  | 40.9 | .457 | .349 | .883 | 5.3 | 5.5 | 1.6 | .9  | 2.57 | 30.2 |
| 2009–10  | LAL      | 23  | 23  | 40.1 | .458 | .374 | .842 | 6.0 | 5.5 | 1.4 | .7  | 3.43 | 29.2 |
| 2010–11  | LAL      | 10  | 10  | 35.4 | .446 | .293 | .820 | 3.4 | 3.3 | 1.6 | .3  | 3.10 | 22.8 |
| 2011–12  | LAL      | 12  | 12  | 39.7 | .439 | .283 | .832 | 4.8 | 4.3 | 1.3 | .2  | 2.83 | 30.0 |
| キャリア | キャリア | 220 | 200 | 39.3 | .448 | .331 | .816 | 5.1 | 4.7 | 1.4 | .6  | 2.94 | 25.6 |

## タイトル、記録など

### 記録
NBA記録
- 最多オールNBAディフェンシブ1stチーム選出：9（他3名と並ぶタイ記録）
- シーズン50勝チーム相手にプレーオフで勝利した回数：24
- プレーオフで年間600得点以上記録した連続シーズン数：3
- オールスター連続選出回数：18
- オールスター先発出場回数：15
- 最多オールスターMVP受賞：4（ボブ・ペティットと並ぶタイ記録）
- オールスター通算最多フィールドゴール成功：119
- オールスター1試合最多オフェンスリバウンド獲得：10
- オールスター通算最多スティール数：38
- 自軍の1試合総得点における自身の得点の割合※：66.4%（122得点中81得点）
- 両軍の1試合総得点における自身の得点の割合※：35.8%（226得点中81得点）

※ショットクロック導入後
NBA史上最年少記録
- 史上最年少スラムダンクコンテスト優勝：18歳と175日
- 史上最年少オールスター先発出場：19歳と175日
- 史上最年少オールNBAディフェンシブチーム選出：21歳と251日

NBA史上最年長記録
- 34歳以上で40得点10アシスト以上を記録した連続試合数：2
- 34歳以上で30得点以上を記録した連続試合数：10
- 36歳以上で1試合30得点10アシスト10リバウンド以上を記録
- 37歳以上で1試合60得点以上を記録

レイカーズ記録
- 最多得点記録（レギュラーシーズン）
  - 通算：33643
  - 年間：2832
  - 1試合：81
  - ハーフ：55
  - クォーター：30
  - 月間1試合平均：43.4
- 最多得点記録（プレーオフ）
  - 通算：5640
  - 年間：695
  - オーバータイム：12
- キャリア通算60得点以上を記録した回数(レギュラーシーズン)：6
- キャリア通算50得点以上を記録した回数(レギュラーシーズン)：27
- キャリア通算40得点以上を記録した回数(レギュラーシーズン)：125
- キャリア通算40得点以上を記録した回数(プレーオフ)：13
- キャリア通算30得点以上を記録した回数(プレーオフ)：88
- 1シーズンで50得点以上を記録した回数：10
- 1シーズンで40得点以上を記録した回数：27
- 50得点以上を記録した連続試合数：4
- 40得点以上を記録した連続試合数：9
- 35得点以上を記録した連続試合数：13
- 20得点以上を記録した連続試合数：62
- 月間1試合平均得点で平均40得点以上を記録した回数：3
- チーム最長在籍年数（1996-97シーズン〜2015-16シーズンまで在籍20年）

（その他のレイカーズ記録）
- 最多通算試合出場
  -     - レギュラーシーズン：1239
    - プレーオフ：220
- 最多フィールドゴール成功
  - レギュラーシーズン
    - 通算：11024
    - ハーフ：18、クォーター：11

  - プレーオフ
    - 通算：2014
- 最多3Pシュート成功
  - レギュラーシーズン
    - 通算：1637
    - 1試合：12、ハーフ：8、クォーター：6、連続：9

  - プレーオフ
    - 通算：292
- 最多フリースロー成功
  - レギュラーシーズン
    - 通算：7932
    - ハーフ：16、クォーター：14、連続：62

  - プレーオフ
    - 通算：1320
    - 1試合：21、クォーター：11
- 最多スティール
  - レギュラーシーズン
    - 通算：1828
    - ハーフ：6

  - プレーオフ
    - クォーター：3

### その他の業績
- 「Sporting News」&「TNT」、2000年代（2000 - 2009）NBA最優秀選手選出
- 北京五輪&ロンドン五輪、金メダル獲得
- アメリカ代表として出場した国際試合無敗（26勝0敗）